# Населённые пункты Белгородской области
Белгородская область включает следующие населённые пункты:
- 29 городских населённых пунктов (в списках выделены оранжевым цветом) на 2020 год, в том числе:
  - 11 городов,
  - 18 посёлков городского типа;
- 1574 сельских населённых пункта (по переписи населения 2010 года).

В списках населённые пункты распределены (в рамках административно-территориального устройства) по административно-территориальным образованиям: 6 городам областного значения и 21 району области (в рамках организации местного самоуправления (муниципального устройства) им соответствуют 9 городских округов и 13 муниципальных районов).
При нахождении в составе административного района города областного значения населённые пункты разбиваются на три категории:
- город областного значения (и подчинённые ему сельские населённые пункты);
- посёлок городского типа (и подчинённые ему сельские населённые пункты);
- прочие (сельские) населённые пункты.

Численность населения сельских населённых пунктов приведена по данным переписи населения 2010 года, численность населения городских населённых пунктов (посёлков городского типа (рабочих посёлков) и городов) — по оценке на 1 января 2021 года.

## Города областного значения

### город (городской округ)Белгород
| № | Населённый пункт | Тип   | Население |
| - | ---------------- | ----- | --------- |
| 1 | Белгород         | город | 394 142   |

### города в составе районов (городских округов)
Города областного значения Алексеевка, Валуйки, Губкин, Старый Оскол и Шебекино входят в состав районов, административными центрами которых они являются, с точки зрения муниципального устройства на территории районов образованы городские округа.

## Районы

### Алексеевский (Алексеевский городской округ)
| №        | Населённый пункт           | Тип     | Население |
| -------- | -------------------------- | ------- | --------- |
| 1e-06    | Город областного значения  |         |           |
| 1        | Алексеевка                 | город   | 36 578    |
| 1.000002 | Сельские населённые пункты |         |           |
| 2        | Алейниково                 | село    | 490       |
| 3        | Алексеенково               | село    | 292       |
| 4        | Афанасьевка                | село    | 1156      |
| 5        | Бабичев                    | хутор   | 94        |
| 6        | Батлуков                   | хутор   | 19        |
| 7        | Белозорово                 | село    | 199       |
| 8        | Бережной                   | хутор   | 10        |
| 9        | Берёзки                    | хутор   | 174       |
| 10       | Березняги-Вторые           | хутор   | 0         |
| 11       | Ближнее Чесночное          | село    | 125       |
| 12       | Божково                    | село    | 116       |
| 13       | Бубликово                  | село    | 266       |
| 14       | Варваровка                 | село    | 665       |
| 15       | Васильченков               | хутор   | 5         |
| 16       | Власов                     | хутор   | 173       |
| 17       | Волков                     | хутор   | 0         |
| 18       | Воробьёво                  | село    | 179       |
| 19       | Гарбузово                  | село    | 665       |
| 20       | Гезов                      | хутор   | 305       |
| 21       | Геращенково                | посёлок | 108       |
| 22       | Глуховка                   | село    | 939       |
| 23       | Голубинский                | посёлок | 16        |
| 24       | Городище                   | хутор   | 56        |
| 25       | Гречаников                 | хутор   | 12        |
| 26       | Дальнее Чесночное          | село    | 131       |
| 27       | Дудчин                     | хутор   | 5         |
| 28       | Жуково                     | село    | 327       |
| 29       | Запольное                  | село    | 108       |
| 30       | Зварыкино                  | село    | 36        |
| 31       | Иващенково                 | село    | 352       |
| 32       | Игнатов                    | хутор   | 55        |
| 33       | Иловка                     | село    | 2922      |
| 34       | Ильинка                    | село    | 1308      |
| 35       | Калитва                    | село    | 287       |
| 36       | Камышеватое                | село    | 283       |
| 37       | Кириченков                 | хутор   | 85        |
| 38       | Климов                     | хутор   | 23        |
| 39       | Ковалево                   | село    | 338       |
| 40       | Колтуновка                 | село    | 388       |
| 41       | Копанец                    | хутор   | 190       |
| 42       | Красное                    | село    | 904       |
| 43       | Кукаречин                  | хутор   | 0         |
| 44       | Кулешов                    | хутор   | 5         |
| 45       | Куприянов                  | хутор   | 68        |
| 46       | Кущино                     | село    | 569       |
| 47       | Лесиковка                  | посёлок | 28        |
| 48       | Луценково                  | село    | 580       |
| 49       | Матрёно-Гезово             | село    | 882       |
| 50       | Меняйлово                  | село    | 424       |
| 51       | Мухоудеровка               | село    | 1326      |
| 52       | Надеждовка                 | село    | 1         |
| 53       | Неменущий                  | хутор   | 147       |
| 54       | Николаевка                 | село    | 119       |
| 55       | Николаевка                 | посёлок | 25        |
| 56       | Новосёловка                | хутор   | 42        |
| 57       | Орлов                      | хутор   | 7         |
| 58       | Осадчее                    | село    | 234       |
| 59       | Осьмаков                   | хутор   | 154       |
| 60       | Папушин                    | хутор   | 50        |
| 61       | Пирогово                   | село    | 189       |
| 62       | Подсереднее                | село    | 1284      |
| 63       | Покладов                   | хутор   | 83        |
| 64       | Попов                      | хутор   | 3         |
| 65       | Пышнограев                 | хутор   | 8         |
| 66       | Редкодуб                   | хутор   | 33        |
| 67       | Резников                   | хутор   | #Н/Д      |
| 68       | Репенка                    | село    | 572       |
| 69       | Рыбалкин                   | хутор   | 114       |
| 70       | Сероштанов                 | хутор   | 7         |
| 71       | Сидоркин                   | хутор   | 96        |
| 72       | Славгородское              | село    | 276       |
| 73       | Советское                  | село    | 1006      |
| 74       | Соломахин                  | хутор   | 9         |
| 75       | Станичное                  | село    | 217       |
| 76       | Студеный Колодец           | село    | 211       |
| 77       | Сыроватский                | хутор   | 15        |
| 78       | Тараканов                  | хутор   | 33        |
| 79       | Теплинка                   | село    | 213       |
| 80       | Тютюниково                 | село    | 297       |
| 81       | Хлевище                    | село    | 748       |
| 82       | Хмызовка                   | посёлок | 132       |
| 83       | Хрещатый                   | хутор   | 305       |
| 84       | Черепов                    | хутор   | 100       |
| 85       | Чупринино                  | село    | 126       |
| 86       | Шапорево                   | село    | 42        |
| 87       | Шапошников                 | хутор   | 14        |
| 88       | Шелушин                    | хутор   | 83        |
| 89       | Шкуропатов                 | хутор   | 88        |
| 90       | Щербаково                  | село    | 413       |

### Белгородский
| №  | Населённый пункт | Тип     | Население |
| -- | ---------------- | ------- | --------- |
| 1  | Беловское        | село    | 3141      |
| 2  | Беломестное      | село    | 1210      |
| 3  | Берёзово         | хутор   | 18        |
| 4  | Бессоновка       | село    | 3065      |
| 5  | Бехлевка         | село    | 42        |
| 6  | Ближнее          | село    | 342       |
| 7  | Ближняя Игуменка | село    | 4908      |
| 8  | Болдыревка       | село    | 69        |
| 9  | Бочковка         | село    | 198       |
| 10 | Быстрый          | хутор   | 16        |
| 11 | Валковский       | хутор   | 101       |
| 12 | Варваровка       | село    | 184       |
| 13 | Вергилевка       | село    | 133       |
| 14 | Весёлая Лопань   | село    | 2696      |
| 15 | Водяной          | хутор   | 17        |
| 16 | Вторая Наумовка  | село    | 38        |
| 17 | Головино         | село    | 837       |
| 18 | Гонки            | хутор   | 99        |
| 19 | Гремучий         | хутор   | 1         |
| 20 | Долбино          | село    | 516       |
| 21 | Драгунское       | село    | 1603      |
| 22 | Дубовое          | посёлок | 16 101    |
| 23 | Ерик             | село    | 559       |
| 24 | Журавлёвка       | село    | 1193      |
| 25 | Зачатеевка       | хутор   | 35        |
| 26 | Зелёная Поляна   | село    | 1276      |
| 27 | Карнауховка      | село    | 94        |
| 28 | Киселево         | село    | 393       |
| 29 | Комсомольский    | посёлок | 4379      |
| 30 | Красная Нива     | село    | 88        |
| 31 | Красное          | село    | 113       |
| 32 | Красный Октябрь  | село    | 2550      |
| 33 | Красный Хутор    | село    | 554       |
| 34 | Крестовое        | хутор   | 3         |
| 35 | Крутой Лог       | село    | 1393      |
| 36 | Лозовое          | село    | 66        |
| 37 | Майский          | посёлок | 14 143    |
| 38 | Малиновка        | посёлок | 556       |
| 39 | Мясоедово        | село    | 464       |
| 40 | Наумовка         | село    | 92        |
| 41 | Нехотеевка       | хутор   | 145       |
| 42 | Нечаевка         | село    | 443       |
| 43 | Нижний Ольшанец  | село    | 250       |
| 44 | Николаевка       | село    | 131       |
| 45 | Никольское       | село    | 7443      |
| 46 | Новая Деревня    | село    | 216       |
| 47 | Новая Наумовка   | село    | 164       |
| 48 | Новая Нелидовка  | село    | 255       |
| 49 | Новосадовый      | посёлок | 7833      |
| 50 | Октябрьский      | пгт     | 8785      |
| 51 | Орловка          | село    | 393       |
| 52 | Отрадное         | село    | 770       |
| 53 | Петровка         | село    | 413       |
| 54 | Петропавловка    | село    | 553       |
| 55 | Политотдельский  | посёлок | 825       |
| 56 | Пуляевка         | село    | 459       |
| 57 | Пушкарное        | село    | 3892      |
| 58 | Разумное         | пгт     | 28 192    |
| 59 | Раково           | село    | 51        |
| 60 | Репное           | село    | 468       |
| 61 | Ровенек          | село    | 82        |
| 62 | Салтыково        | село    | 58        |
| 63 | Северный         | пгт     | 24 070    |
| 64 | Северный-Первый  | посёлок | 196       |
| 65 | Севрюково        | село    | 386       |
| 66 | Солнцевка        | село    | 31        |
| 67 | Соловьёвка       | село    | 46        |
| 68 | Соломино         | село    | 364       |
| 69 | Солохи           | село    | 638       |
| 70 | Старая Нелидовка | село    | 42        |
| 71 | Стрелецкое       | село    | 13 792    |
| 72 | Таврово          | село    | 13 592    |
| 73 | Толоконное       | село    | 68        |
| 74 | Топлинка         | село    | 1         |
| 75 | Угрим            | хутор   | 48        |
| 76 | Устинка          | село    | 270       |
| 77 | Хвостовка        | хутор   | 0         |
| 78 | Хохлово          | село    | 1011      |
| 79 | Церковный        | хутор   | 44        |
| 80 | Чайки            | село    | 259       |
| 81 | Черемошное       | село    | 543       |
| 82 | Шагаровка        | село    | 82        |
| 83 | Шишино           | село    | 400       |
| 84 | Щетиновка        | село    | 906       |
| 85 | Ясные Зори       | село    | 1715      |
| 86 | Ястребово        | село    | 162       |

### Борисовский
| №  | Населённый пункт   | Тип     | Население |
| -- | ------------------ | ------- | --------- |
| 1  | Акулиновка         | село    | 462       |
| 2  | Байцуры            | село    | 363       |
| 3  | Басов              | хутор   | 49        |
| 4  | Беленькое          | село    | 1466      |
| 5  | Берёзовка          | село    | 1281      |
| 6  | Богун-Городок      | село    | 132       |
| 7  | Борисовка          | пгт     | 12 553    |
| 8  | Ваковщина          | хутор   | 19        |
| 9  | Грузское           | село    | 1033      |
| 10 | Дубино             | село    | 189       |
| 11 | Заречное           | село    | 99        |
| 12 | Зозули             | село    | 733       |
| 13 | Зыбино             | село    | 211       |
| 14 | Казачье-Рудченское | село    | 5         |
| 15 | Климовое           | хутор   | 58        |
| 16 | Красиво            | хутор   | 73        |
| 17 | Красный Куток      | село    | 556       |
| 18 | Крюково            | село    | 919       |
| 19 | Кулиновка          | станция | 41        |
| 20 | Лозовая Рудка      | хутор   | 45        |
| 21 | Никитское          | село    | 142       |
| 22 | Никольский         | хутор   | 53        |
| 23 | Новоалександровка  | село    | 155       |
| 24 | Октябрьская Готня  | село    | 336       |
| 25 | Отруб              | хутор   | 57        |
| 26 | Покровка           | село    | 27        |
| 27 | Порубежное         | село    | 372       |
| 28 | Становое           | хутор   | 4         |
| 29 | Стригуны           | село    | 1913      |
| 30 | Тёплое             | село    | 166       |
| 31 | Федосейкин         | хутор   | 62        |
| 32 | Хотмыжск           | село    | 1086      |
| 33 | Цаповка            | село    | 2         |
| 34 | Чуланово           | село    | 247       |

### Валуйский (Валуйский городской округ)
| №         | Населённый пункт                  | Тип     | Население |
| --------- | --------------------------------- | ------- | --------- |
| 1e-06     | Город областного значения Валуйки |         |           |
| 1         | Агошевка                          | село    | 106       |
| 2         | Валуйки                           | город   | 33 032    |
| 3         | Кузнецовка                        | хутор   | 19        |
| 4         | Насоново                          | село    | 1028      |
| 4.000002  | Посёлок Уразово                   |         |           |
| 5         | Знаменка                          | село    | 394       |
| 6         | Лобковка                          | хутор   | 31        |
| 7         | Соболевка                         | село    | 920       |
| 8         | Тогобиевка                        | село    | 143       |
| 9         | Уразово                           | пгт     | 6570      |
| 10        | Шведуновка                        | село    | 283       |
| 10.000003 | Сельские населённые пункты        |         |           |
| 11        | Аркатово                          | село    | 142       |
| 12        | Бабка                             | хутор   | 87        |
| 13        | Барвинок                          | хутор   | 12        |
| 14        | Басово                            | село    | 168       |
| 15        | Безгодовка                        | село    | 323       |
| 16        | Бережанка                         | хутор   | 19        |
| 17        | Бирюч                             | село    | 221       |
| 18        | Богомолово                        | хутор   | 0         |
| 19        | Борисово                          | село    | 239       |
| 20        | Борки                             | село    | 655       |
| 21        | Бутырки                           | село    | 229       |
| 22        | Ватутино                          | село    | 27        |
| 23        | Вериговка                         | село    | 116       |
| 24        | Верхний Моисей                    | село    | 30        |
| 25        | Вороновка                         | село    | 41        |
| 26        | Герасимовка                       | село    | 686       |
| 27        | Гладково                          | село    | 74        |
| 28        | Дальний                           | посёлок | 434       |
| 29        | Двулучное                         | село    | 1430      |
| 30        | Долгаловка                        | хутор   | 23        |
| 31        | Долгое                            | село    | 299       |
| 32        | Дроново                           | село    | 43        |
| 33        | Дружба                            | посёлок | 278       |
| 34        | Дубровка                          | хутор   | 54        |
| 35        | Дубровки                          | хутор   | 26        |
| 36        | Жердевка                          | хутор   | 36        |
| 37        | Ивановка                          | село    | 22        |
| 38        | Казинка                           | село    | 1020      |
| 39        | Казначеевка                       | село    | 155       |
| 40        | Карабаново                        | село    | 118       |
| 41        | Касеновка                         | село    | 49        |
| 42        | Колосково                         | село    | 882       |
| 43        | Колыхалино                        | село    | 760       |
| 44        | Конопляновка                      | село    | 144       |
| 45        | Конотоповка                       | хутор   | 54        |
| 46        | Кукуевка                          | село    | 411       |
| 47        | Кургашки                          | хутор   | 104       |
| 48        | Лавы                              | село    | 253       |
| 49        | Леоновка                          | хутор   | 158       |
| 50        | Логачевка                         | село    | 365       |
| 51        | Лучка                             | село    | 133       |
| 52        | Майское                           | село    | 46        |
| 53        | Мандрово                          | село    | 977       |
| 54        | Масловка                          | село    | 110       |
| 55        | Миронов                           | хутор   | 19        |
| 56        | Михайловка                        | хутор   | 36        |
| 57        | Мокрый Лог                        | хутор   | 0         |
| 58        | Новая Симоновка                   | село    | 352       |
| 59        | Нижние Мельницы                   | хутор   | 22        |
| 60        | Новоказацкое                      | село    | 371       |
| 61        | Новопетровка                      | село    | 532       |
| 62        | Новый Изрог                       | село    | 0         |
| 63        | Овчинниково                       | село    | 117       |
| 64        | Орехово                           | село    | 99        |
| 65        | Павловка                          | хутор   | 11        |
| 66        | Песчанка                          | хутор   | 0         |
| 67        | Подгорное                         | село    | 595       |
| 68        | Поминово                          | село    | 29        |
| 69        | Посохово                          | село    | 204       |
| 70        | Пригородные Тополи                | хутор   | 33        |
| 71        | Принцевка                         | село    | 1031      |
| 72        | Пристень                          | село    | 74        |
| 73        | Пролесок                          | хутор   | 0         |
| 74        | Ровное                            | посёлок | 212       |
| 75        | Рождествено                       | село    | 1499      |
| 76        | Ромашовка                         | хутор   | 46        |
| 77        | Рощино                            | посёлок | 66        |
| 78        | Рябики                            | хутор   | 43        |
| 79        | Селиваново                        | село    | 421       |
| 80        | Ситнянка                          | село    | 67        |
| 81        | Солоти                            | село    | 736       |
| 82        | Старая Симоновка                  | село    | 225       |
| 83        | Старцево                          | село    | 7         |
| 84        | Старый Хутор                      | село    | 268       |
| 85        | Сухарево                          | село    | 276       |
| 86        | Терехово                          | село    | 71        |
| 87        | Тимоново                          | село    | 479       |
| 88        | Тулянка                           | село    | 460       |
| 89        | Углово                            | село    | 64        |
| 90        | Ураево                            | село    | 338       |
| 91        | Филиппово                         | село    | 81        |
| 92        | Хмелевец                          | село    | 266       |
| 93        | Хохлово                           | село    | 335       |
| 94        | Храпово                           | село    | 260       |
| 95        | Шелаево                           | село    | 2233      |
| 96        | Шушпаново                         | село    | 87        |
| 97        | Яблоново                          | село    | 421       |

### Вейделевский
| №  | Населённый пункт | Тип     | Население |
| -- | ---------------- | ------- | --------- |
| 1  | Артеменков       | хутор   | 0         |
| 2  | Банкино          | село    | 171       |
| 3  | Белый Колодезь   | село    | 1465      |
| 4  | Белый Плес       | село    | 332       |
| 5  | Большие Липяги   | село    | 608       |
| 6  | Брянские Липяги  | хутор   | 238       |
| 7  | Вейделевка       | пгт     | 7347      |
| 8  | Весёлый          | хутор   | 0         |
| 9  | Викторополь      | посёлок | 1144      |
| 10 | Волчий           | хутор   | 4         |
| 11 | Галушки          | село    | 184       |
| 12 | Гамаюнов         | хутор   | 112       |
| 13 | Гаплеевка        | хутор   | 41        |
| 14 | Гвоздиков        | хутор   | 0         |
| 15 | Голубцов         | хутор   | 13        |
| 16 | Грачев           | хутор   | 1         |
| 17 | Грицинин         | хутор   | 107       |
| 18 | Дегтярное        | село    | 395       |
| 19 | Деркунский       | хутор   | 83        |
| 20 | Долгое           | село    | 910       |
| 21 | Закутское        | село    | 647       |
| 22 | Зенино           | село    | 582       |
| 23 | Избушки          | хутор   | 101       |
| 24 | Калиновка        | хутор   | 0         |
| 25 | Кандабарово      | хутор   | 95        |
| 26 | Каписевка        | хутор   | 0         |
| 27 | Клименки         | село    | 741       |
| 28 | Ковалев          | хутор   | 89        |
| 29 | Колесников       | хутор   | 313       |
| 30 | Колотов          | хутор   | 0         |
| 31 | Кубраки          | село    | 483       |
| 32 | Куликовы Липяги  | село    | 244       |
| 33 | Кулькин          | хутор   | 1         |
| 34 | Лаптиев          | хутор   | 2         |
| 35 | Луговое          | посёлок | 106       |
| 36 | Малакеево        | село    | 825       |
| 37 | Нехаевка         | хутор   | 153       |
| 38 | Николаевка       | село    | 1000      |
| 39 | Новорослов       | хутор   | 109       |
| 40 | Ногин            | хутор   | 184       |
| 41 | Олейники         | село    | 191       |
| 42 | Опытный          | посёлок | 166       |
| 43 | Орлов            | хутор   | 165       |
| 44 | Плесо            | хутор   | 6         |
| 45 | Погребицкий      | хутор   | 41        |
| 46 | Попасный         | хутор   | 203       |
| 47 | Попов            | хутор   | 280       |
| 48 | Потоловка        | село    | 35        |
| 49 | Приветный        | хутор   | 20        |
| 50 | Придорожный      | хутор   | 62        |
| 51 | Ровны            | село    | 356       |
| 52 | Родники          | хутор   | 86        |
| 53 | Ромахово         | хутор   | 227       |
| 54 | Россошь          | хутор   | 41        |
| 55 | Россыпное        | хутор   | 47        |
| 56 | Рящин            | хутор   | 2         |
| 57 | Саловка          | село    | 348       |
| 58 | Солонцы          | село    | 520       |
| 59 | Становое         | хутор   | 28        |
| 60 | Становое         | хутор   | 3         |
| 61 | Шевцов           | хутор   | 85        |
| 62 | Якименков        | хутор   | 0         |
| 63 | Яропольцы        | село    | 269       |
| 64 | Ясенов           | хутор   | 2         |

### Волоконовский
| №  | Населённый пункт     | Тип     | Население |
| -- | -------------------- | ------- | --------- |
| 1  | Абалмасов            | хутор   | 11        |
| 2  | Александровка        | село    | 117       |
| 3  | Алексеевка           | посёлок | 79        |
| 4  | Афоньевка            | село    | 481       |
| 5  | Благодатный          | хутор   | 0         |
| 6  | Борисовка            | село    | 673       |
| 7  | Бочанка              | хутор   | 79        |
| 8  | Верный               | хутор   | 36        |
| 9  | Верхнеяблоново       | село    | 83        |
| 10 | Верхние Лубянки      | село    | 264       |
| 11 | Ветчининово          | село    | 123       |
| 12 | Владимировка         | хутор   | 72        |
| 13 | Волоконовка          | пгт     | 10 426    |
| 14 | Волчий-Второй        | хутор   | 60        |
| 15 | Волчий-Первый        | хутор   | 82        |
| 16 | Волчья Александровка | село    | 896       |
| 17 | Гаевка               | хутор   | 11        |
| 18 | Голофеевка           | село    | 342       |
| 19 | Григорьевка          | хутор   | 10        |
| 20 | Грушевка             | село    | 574       |
| 21 | Грушевский           | посёлок | 0         |
| 22 | Гусев                | хутор   | 0         |
| 23 | Давыдкин             | хутор   | 108       |
| 24 | Евдокимов            | хутор   | 16        |
| 25 | Екатериновка         | хутор   | 113       |
| 26 | Заяровка             | хутор   | 0         |
| 27 | Зелёный Клин         | хутор   | 62        |
| 28 | Киселёв              | хутор   | 31        |
| 29 | Коровино             | село    | 257       |
| 30 | Красивый             | посёлок | 19        |
| 31 | Красная Нива         | село    | 227       |
| 32 | Красное Городище     | село    | 175       |
| 33 | Криничное            | хутор   | 42        |
| 34 | Козловка             | село    | 124       |
| 35 | Коновалово           | село    | 236       |
| 36 | Красный Пахарь       | посёлок | 62        |
| 37 | Лазурное             | село    | 85        |
| 38 | Лутовиново           | село    | 162       |
| 39 | Малиново             | посёлок | 268       |
| 40 | Нижние Лубянки       | село    | 619       |
| 41 | Нина                 | хутор   | 60        |
| 42 | Новая Долина         | посёлок | 50        |
| 43 | Новоалександровка    | посёлок | 37        |
| 44 | Новодевичий          | хутор   | 35        |
| 45 | Новое                | село    | 281       |
| 46 | Новоивановка         | село    | 171       |
| 47 | Новорождественка     | село    | 396       |
| 48 | Новый                | посёлок | 144       |
| 49 | Одинцов              | хутор   | 13        |
| 50 | Олейницкий           | хутор   | 25        |
| 51 | Ольхов               | хутор   | 18        |
| 52 | Орлиное              | хутор   | 5         |
| 53 | Осколище             | село    | 369       |
| 54 | Отрадное             | посёлок | 17        |
| 55 | Плотовка             | хутор   | 81        |
| 56 | Погромец             | село    | 952       |
| 57 | Первомайский         | хутор   | 2         |
| 58 | Плоское              | хутор   | 64        |
| 59 | Плотва               | хутор   | 5         |
| 60 | Плотвянка            | хутор   | 104       |
| 61 | Покровка             | село    | 915       |
| 62 | Пыточный             | хутор   | 9         |
| 63 | Пятницкое            | пгт     | 4160      |
| 64 | Рай                  | посёлок | 8         |
| 65 | Репьевка             | село    | 211       |
| 66 | Средние Лубянки      | село    | 211       |
| 67 | Староивановка        | село    | 1117      |
| 68 | Старосельцево        | село    | 190       |
| 69 | Старый               | хутор   | 90        |
| 70 | Столбище             | хутор   | 145       |
| 71 | Тишанка              | село    | 467       |
| 72 | Толмачев             | посёлок | 26        |
| 73 | Ульяновка            | хутор   | 66        |
| 74 | Успенка              | село    | 418       |
| 75 | Фощеватово           | село    | 1225      |
| 76 | Хуторище             | хутор   | 80        |
| 77 | Чапельное            | село    | 305       |
| 78 | Шаховка              | хутор   | 275       |
| 79 | Шеншиновка           | село    | 145       |
| 80 | Щепкин               | хутор   | 133       |
| 81 | Шидловка             | село    | 321       |
| 82 | Ютановка             | село    | 870       |

### Грайворонский (Грайворонский городской округ)
| №  | Населённый пункт    | Тип     | Население |
| -- | ------------------- | ------- | --------- |
| 1  | Антоновка           | село    | 2629      |
| 2  | Байрак              | хутор   | 0         |
| 3  | Безымено            | село    | 805       |
| 4  | Глотово             | село    | 654       |
| 5  | Головчино           | село    | 4621      |
| 6  | Гора-Подол          | село    | 1862      |
| 7  | Горьковский         | посёлок | 429       |
| 8  | Грайворон           | город   | 6179      |
| 9  | Доброе              | село    | 646       |
| 10 | Доброивановка       | село    | 136       |
| 11 | Доброполье          | посёлок | 52        |
| 12 | Дорогощь            | село    | 698       |
| 13 | Дроновка            | село    | 167       |
| 14 | Дунайка             | село    | 527       |
| 15 | Замостье            | село    | 1020      |
| 16 | Заречье-Второе      | село    | 19        |
| 17 | Заречье-Первое      | село    | 92        |
| 18 | Ивановская Лисица   | село    | 617       |
| 19 | Казачок             | посёлок | 22        |
| 20 | Казачья Лисица      | село    | 323       |
| 21 | Козинка             | село    | 1097      |
| 22 | Косилово            | село    | 605       |
| 23 | Ломное              | село    | 210       |
| 24 | Луговка             | село    | 221       |
| 25 | Масычево            | хутор   | 178       |
| 26 | Мокрая Орловка      | село    | 552       |
| 27 | Мощеное             | село    | 360       |
| 28 | Новостроевка-Вторая | село    | 193       |
| 29 | Новостроевка-Первая | село    | 646       |
| 30 | Понуры              | село    | 0         |
| 31 | Почаево             | село    | 692       |
| 32 | Пороз               | село    | 315       |
| 33 | Рождественка        | село    | 158       |
| 34 | Санково             | село    | 286       |
| 35 | Смородино           | село    | 633       |
| 36 | Совхозный           | посёлок | 90        |
| 37 | Сподарюшино         | село    | 96        |
| 38 | Тополи              | хутор   | 255       |
| 39 | Хотмыжск            | посёлок | 500       |
| 40 | Чапаевский          | посёлок | 377       |

### Губкинский (Губкинский городской округ)
| №        | Населённый пункт           | Тип     | Население                                                                                  |
| -------- | -------------------------- | ------- | ------------------------------------------------------------------------------------------ |
| 1e-06    | Город областного значения  |         |                                                                                            |
| 1        | Губкин                     | город   | 83 766                                                                                     |
| 1.000002 | Сельские населённые пункты |         |                                                                                            |
| 2        | Аверино                    | село    | 850                                                                                        |
| 3        | Александровский            | хутор   | 41                                                                                         |
| 4        | Архангельское              | село    | 980                                                                                        |
| 5        | Бобровы Дворы              | село    | 1270                                                                                       |
| 6        | Богомолье                  | хутор   | 61                                                                                         |
| 7        | Богородицкое               | село    | 190                                                                                        |
| 8        | Богословка                 | село    | Получено слишком много сущностей из Викиданные. Количество загруженных сущностей: 500/500. |
| 9        | Большое Становое           | хутор   | Получено слишком много сущностей из Викиданные. Количество загруженных сущностей: 500/500. |
| 10       | Весёлый                    | хутор   | Получено слишком много сущностей из Викиданные. Количество загруженных сущностей: 500/500. |
| 11       | Вислая Дубрава             | село    | Получено слишком много сущностей из Викиданные. Количество загруженных сущностей: 500/500. |
| 12       | Высокий                    | хутор   | Получено слишком много сущностей из Викиданные. Количество загруженных сущностей: 500/500. |
| 13       | Гущино                     | село    | Получено слишком много сущностей из Викиданные. Количество загруженных сущностей: 500/500. |
| 14       | Дальняя Ливенка            | село    | Получено слишком много сущностей из Викиданные. Количество загруженных сущностей: 500/500. |
| 15       | Долгое                     | село    | Получено слишком много сущностей из Викиданные. Количество загруженных сущностей: 500/500. |
| 16       | Дубравка                   | хутор   | Получено слишком много сущностей из Викиданные. Количество загруженных сущностей: 500/500. |
| 17       | Дубянка                    | село    | Получено слишком много сущностей из Викиданные. Количество загруженных сущностей: 500/500. |
| 18       | Евгеньевка                 | село    | Получено слишком много сущностей из Викиданные. Количество загруженных сущностей: 500/500. |
| 19       | Жилин Колодезь             | хутор   | Получено слишком много сущностей из Викиданные. Количество загруженных сущностей: 500/500. |
| 20       | Жильцово                   | хутор   | Получено слишком много сущностей из Викиданные. Количество загруженных сущностей: 500/500. |
| 21       | Загорный                   | посёлок | Получено слишком много сущностей из Викиданные. Количество загруженных сущностей: 500/500. |
| 22       | Зайцево                    | хутор   | Получено слишком много сущностей из Викиданные. Количество загруженных сущностей: 500/500. |
| 23       | Залесье                    | хутор   | Получено слишком много сущностей из Викиданные. Количество загруженных сущностей: 500/500. |
| 24       | Заломное                   | село    | Получено слишком много сущностей из Викиданные. Количество загруженных сущностей: 500/500. |
| 25       | Заповедный                 | посёлок | Получено слишком много сущностей из Викиданные. Количество загруженных сущностей: 500/500. |
| 26       | Ивановка                   | село    | Получено слишком много сущностей из Викиданные. Количество загруженных сущностей: 500/500. |
| 27       | Ивановка                   | село    | Получено слишком много сущностей из Викиданные. Количество загруженных сущностей: 500/500. |
| 28       | Ивановка                   | село    | Получено слишком много сущностей из Викиданные. Количество загруженных сущностей: 500/500. |
| 29       | Ильинка                    | хутор   | Получено слишком много сущностей из Викиданные. Количество загруженных сущностей: 500/500. |
| 30       | Истобное                   | село    | Получено слишком много сущностей из Викиданные. Количество загруженных сущностей: 500/500. |
| 31       | Казацкая Степь             | посёлок | Получено слишком много сущностей из Викиданные. Количество загруженных сущностей: 500/500. |
| 32       | Калинин                    | хутор   | Получено слишком много сущностей из Викиданные. Количество загруженных сущностей: 500/500. |
| 33       | Кандаурово                 | село    | Получено слишком много сущностей из Викиданные. Количество загруженных сущностей: 500/500. |
| 34       | Кашары                     | хутор   | Получено слишком много сущностей из Викиданные. Количество загруженных сущностей: 500/500. |
| 35       | Кладовое                   | село    | Получено слишком много сущностей из Викиданные. Количество загруженных сущностей: 500/500. |
| 36       | Колодезный                 | хутор   | Получено слишком много сущностей из Викиданные. Количество загруженных сущностей: 500/500. |
| 37       | Коньшино                   | село    | Получено слишком много сущностей из Викиданные. Количество загруженных сущностей: 500/500. |
| 38       | Копцево                    | село    | Получено слишком много сущностей из Викиданные. Количество загруженных сущностей: 500/500. |
| 39       | Коренёк                    | хутор   | Получено слишком много сущностей из Викиданные. Количество загруженных сущностей: 500/500. |
| 40       | Корочка                    | село    | Получено слишком много сущностей из Викиданные. Количество загруженных сущностей: 500/500. |
| 41       | Кочки                      | хутор   | Получено слишком много сущностей из Викиданные. Количество загруженных сущностей: 500/500. |
| 42       | Красноплотава              | хутор   | Получено слишком много сущностей из Викиданные. Количество загруженных сущностей: 500/500. |
| 43       | Красносолдатский           | хутор   | Получено слишком много сущностей из Викиданные. Количество загруженных сущностей: 500/500. |
| 44       | Кретов-Второй              | хутор   | Получено слишком много сущностей из Викиданные. Количество загруженных сущностей: 500/500. |
| 45       | Кретов-Первый              | хутор   | Получено слишком много сущностей из Викиданные. Количество загруженных сущностей: 500/500. |
| 46       | Куфлиёвка                  | хутор   | Получено слишком много сущностей из Викиданные. Количество загруженных сущностей: 500/500. |
| 47       | Лопухинка                  | село    | Получено слишком много сущностей из Викиданные. Количество загруженных сущностей: 500/500. |
| 48       | Малахово                   | село    | Получено слишком много сущностей из Викиданные. Количество загруженных сущностей: 500/500. |
| 49       | Мелавое                    | село    | Получено слишком много сущностей из Викиданные. Количество загруженных сущностей: 500/500. |
| 50       | Меловой Брод               | хутор   | Получено слишком много сущностей из Викиданные. Количество загруженных сущностей: 500/500. |
| 51       | Михайловский               | хутор   | Получено слишком много сущностей из Викиданные. Количество загруженных сущностей: 500/500. |
| 52       | Морозово                   | село    | Получено слишком много сущностей из Викиданные. Количество загруженных сущностей: 500/500. |
| 53       | Муравка                    | хутор   | Получено слишком много сущностей из Викиданные. Количество загруженных сущностей: 500/500. |
| 54       | Никаноровка                | село    | Получено слишком много сущностей из Викиданные. Количество загруженных сущностей: 500/500. |
| 55       | Новоматвеевка              | хутор   | Получено слишком много сущностей из Викиданные. Количество загруженных сущностей: 500/500. |
| 56       | Новосёловка                | село    | Получено слишком много сущностей из Викиданные. Количество загруженных сущностей: 500/500. |
| 57       | Новосёловка                | хутор   | Получено слишком много сущностей из Викиданные. Количество загруженных сущностей: 500/500. |
| 58       | Огиблянка                  | село    | Получено слишком много сущностей из Викиданные. Количество загруженных сущностей: 500/500. |
| 59       | Октябрьский                | хутор   | Получено слишком много сущностей из Викиданные. Количество загруженных сущностей: 500/500. |
| 60       | Ольховатка                 | село    | Получено слишком много сущностей из Викиданные. Количество загруженных сущностей: 500/500. |
| 61       | Ольшанка-Вторая            | село    | Получено слишком много сущностей из Викиданные. Количество загруженных сущностей: 500/500. |
| 62       | Ольшанка-Первая            | село    | Получено слишком много сущностей из Викиданные. Количество загруженных сущностей: 500/500. |
| 63       | Осиновский                 | хутор   | Получено слишком много сущностей из Викиданные. Количество загруженных сущностей: 500/500. |
| 64       | Осколец                    | село    | Получено слишком много сущностей из Викиданные. Количество загруженных сущностей: 500/500. |
| 65       | Падина                     | хутор   | Получено слишком много сущностей из Викиданные. Количество загруженных сущностей: 500/500. |
| 66       | Панки                      | село    | Получено слишком много сущностей из Викиданные. Количество загруженных сущностей: 500/500. |
| 67       | Первый Ложок               | хутор   | Получено слишком много сущностей из Викиданные. Количество загруженных сущностей: 500/500. |
| 68       | Петровки                   | село    | Получено слишком много сущностей из Викиданные. Количество загруженных сущностей: 500/500. |
| 69       | Писарёвка                  | хутор   | Получено слишком много сущностей из Викиданные. Количество загруженных сущностей: 500/500. |
| 70       | Плоский                    | хутор   | Получено слишком много сущностей из Викиданные. Количество загруженных сущностей: 500/500. |
| 71       | Попов Верх                 | хутор   | Получено слишком много сущностей из Викиданные. Количество загруженных сущностей: 500/500. |
| 72       | Присынки                   | село    | Получено слишком много сущностей из Викиданные. Количество загруженных сущностей: 500/500. |
| 73       | Пугачи                     | хутор   | Получено слишком много сущностей из Викиданные. Количество загруженных сущностей: 500/500. |
| 74       | Роскошный                  | хутор   | Получено слишком много сущностей из Викиданные. Количество загруженных сущностей: 500/500. |
| 75       | Рябиновка                  | село    | Получено слишком много сущностей из Викиданные. Количество загруженных сущностей: 500/500. |
| 76       | Сакменка                   | хутор   | Получено слишком много сущностей из Викиданные. Количество загруженных сущностей: 500/500. |
| 77       | Сапрыкино                  | село    | Получено слишком много сущностей из Викиданные. Количество загруженных сущностей: 500/500. |
| 78       | Сергиевка                  | село    | Получено слишком много сущностей из Викиданные. Количество загруженных сущностей: 500/500. |
| 79       | Скородное                  | село    | Получено слишком много сущностей из Викиданные. Количество загруженных сущностей: 500/500. |
| 80       | Солнцево                   | село    | Получено слишком много сущностей из Викиданные. Количество загруженных сущностей: 500/500. |
| 81       | Старовка                   | село    | Получено слишком много сущностей из Викиданные. Количество загруженных сущностей: 500/500. |
| 82       | Степное                    | посёлок | Получено слишком много сущностей из Викиданные. Количество загруженных сущностей: 500/500. |
| 83       | Степь                      | хутор   | Получено слишком много сущностей из Викиданные. Количество загруженных сущностей: 500/500. |
| 84       | Строкино                   | село    | Получено слишком много сущностей из Викиданные. Количество загруженных сущностей: 500/500. |
| 85       | Телешовка                  | село    | Получено слишком много сущностей из Викиданные. Количество загруженных сущностей: 500/500. |
| 86       | Тёплый Колодезь            | село    | Получено слишком много сущностей из Викиданные. Количество загруженных сущностей: 500/500. |
| 87       | Толстое                    | село    | Получено слишком много сущностей из Викиданные. Количество загруженных сущностей: 500/500. |
| 88       | Троицкий                   | посёлок | Получено слишком много сущностей из Викиданные. Количество загруженных сущностей: 500/500. |
| 89       | Уколово                    | село    | Получено слишком много сущностей из Викиданные. Количество загруженных сущностей: 500/500. |
| 90       | Успенка                    | село    | Получено слишком много сущностей из Викиданные. Количество загруженных сущностей: 500/500. |
| 91       | Хворостянка                | село    | Получено слишком много сущностей из Викиданные. Количество загруженных сущностей: 500/500. |
| 92       | Чапкино                    | село    | Получено слишком много сущностей из Викиданные. Количество загруженных сущностей: 500/500. |
| 93       | Чаплыжный                  | хутор   | Получено слишком много сущностей из Викиданные. Количество загруженных сущностей: 500/500. |
| 94       | Чибисовка                  | село    | Получено слишком много сущностей из Викиданные. Количество загруженных сущностей: 500/500. |
| 95       | Чуево                      | село    | Получено слишком много сущностей из Викиданные. Количество загруженных сущностей: 500/500. |
| 96       | Шорстово                   | село    | Получено слишком много сущностей из Викиданные. Количество загруженных сущностей: 500/500. |
| 97       | Юрьевка                    | село    | Получено слишком много сущностей из Викиданные. Количество загруженных сущностей: 500/500. |
| 98       | Юшково                     | село    | Получено слишком много сущностей из Викиданные. Количество загруженных сущностей: 500/500. |

### Ивнянский
| №  | Населённый пункт    | Тип     | Население                                                                                  |
| -- | ------------------- | ------- | ------------------------------------------------------------------------------------------ |
| 1  | Алисовка            | село    | Получено слишком много сущностей из Викиданные. Количество загруженных сущностей: 500/500. |
| 2  | Береговой           | хутор   | Получено слишком много сущностей из Викиданные. Количество загруженных сущностей: 500/500. |
| 3  | Берёзовка           | село    | Получено слишком много сущностей из Викиданные. Количество загруженных сущностей: 500/500. |
| 4  | Богатое             | село    | Получено слишком много сущностей из Викиданные. Количество загруженных сущностей: 500/500. |
| 5  | Верхопенье          | село    | Получено слишком много сущностей из Викиданные. Количество загруженных сущностей: 500/500. |
| 6  | Владимировка        | село    | Получено слишком много сущностей из Викиданные. Количество загруженных сущностей: 500/500. |
| 7  | Вознесеновка        | село    | Получено слишком много сущностей из Викиданные. Количество загруженных сущностей: 500/500. |
| 8  | Выезжее             | село    | Получено слишком много сущностей из Викиданные. Количество загруженных сущностей: 500/500. |
| 9  | Гремучий            | хутор   | Получено слишком много сущностей из Викиданные. Количество загруженных сущностей: 500/500. |
| 10 | Драгунка            | село    | Получено слишком много сущностей из Викиданные. Количество загруженных сущностей: 500/500. |
| 11 | Зоринские Дворы     | хутор   | Получено слишком много сущностей из Викиданные. Количество загруженных сущностей: 500/500. |
| 12 | Ивня                | пгт     | Получено слишком много сущностей из Викиданные. Количество загруженных сущностей: 500/500. |
| 13 | Калиновка           | хутор   | Получено слишком много сущностей из Викиданные. Количество загруженных сущностей: 500/500. |
| 14 | Кировский           | посёлок | Получено слишком много сущностей из Викиданные. Количество загруженных сущностей: 500/500. |
| 15 | Кочетовка           | село    | Получено слишком много сущностей из Викиданные. Количество загруженных сущностей: 500/500. |
| 16 | Красная Поляна      | хутор   | Получено слишком много сущностей из Викиданные. Количество загруженных сущностей: 500/500. |
| 17 | Курасовка           | село    | Получено слишком много сущностей из Викиданные. Количество загруженных сущностей: 500/500. |
| 18 | Лучки               | хутор   | Получено слишком много сущностей из Викиданные. Количество загруженных сущностей: 500/500. |
| 19 | Новенькое           | село    | Получено слишком много сущностей из Викиданные. Количество загруженных сущностей: 500/500. |
| 20 | Новосёловка Вторая  | село    | Получено слишком много сущностей из Викиданные. Количество загруженных сущностей: 500/500. |
| 21 | Новосёловка Первая  | село    | Получено слишком много сущностей из Викиданные. Количество загруженных сущностей: 500/500. |
| 22 | Новый Посёлок       | село    | Получено слишком много сущностей из Викиданные. Количество загруженных сущностей: 500/500. |
| 23 | Ольховатка          | село    | Получено слишком много сущностей из Викиданные. Количество загруженных сущностей: 500/500. |
| 24 | Орловка             | село    | Получено слишком много сущностей из Викиданные. Количество загруженных сущностей: 500/500. |
| 25 | Павловский          | посёлок | Получено слишком много сущностей из Викиданные. Количество загруженных сущностей: 500/500. |
| 26 | Песчаное            | село    | Получено слишком много сущностей из Викиданные. Количество загруженных сущностей: 500/500. |
| 27 | Покровка            | село    | Получено слишком много сущностей из Викиданные. Количество загруженных сущностей: 500/500. |
| 28 | Покровский          | хутор   | Получено слишком много сущностей из Викиданные. Количество загруженных сущностей: 500/500. |
| 29 | Рождественка        | село    | Получено слишком много сущностей из Викиданные. Количество загруженных сущностей: 500/500. |
| 30 | Самарино            | село    | Получено слишком много сущностей из Викиданные. Количество загруженных сущностей: 500/500. |
| 31 | Сафоновка           | село    | Получено слишком много сущностей из Викиданные. Количество загруженных сущностей: 500/500. |
| 32 | Степь               | хутор   | Получено слишком много сущностей из Викиданные. Количество загруженных сущностей: 500/500. |
| 33 | Студенок            | село    | Получено слишком много сущностей из Викиданные. Количество загруженных сущностей: 500/500. |
| 34 | Студенской          | посёлок | Получено слишком много сущностей из Викиданные. Количество загруженных сущностей: 500/500. |
| 35 | Сухосолотино        | село    | Получено слишком много сущностей из Викиданные. Количество загруженных сущностей: 500/500. |
| 36 | Сырцево             | село    | Получено слишком много сущностей из Викиданные. Количество загруженных сущностей: 500/500. |
| 37 | Федчевка            | село    | Получено слишком много сущностей из Викиданные. Количество загруженных сущностей: 500/500. |
| 38 | Хомутцы             | село    | Получено слишком много сущностей из Викиданные. Количество загруженных сущностей: 500/500. |
| 39 | Череново            | село    | Получено слишком много сущностей из Викиданные. Количество загруженных сущностей: 500/500. |
| 40 | Череновские Выселки | хутор   | Получено слишком много сущностей из Викиданные. Количество загруженных сущностей: 500/500. |

### Корочанский
| №   | Населённый пункт | Тип     | Население                                                                                  |
| --- | ---------------- | ------- | ------------------------------------------------------------------------------------------ |
| 1   | Александровка    | село    | Получено слишком много сущностей из Викиданные. Количество загруженных сущностей: 500/500. |
| 2   | Алексеевка       | село    | Получено слишком много сущностей из Викиданные. Количество загруженных сущностей: 500/500. |
| 3   | Анновка          | село    | Получено слишком много сущностей из Викиданные. Количество загруженных сущностей: 500/500. |
| 4   | Афанасово        | село    | Получено слишком много сущностей из Викиданные. Количество загруженных сущностей: 500/500. |
| 5   | Байцурово        | хутор   | Получено слишком много сущностей из Викиданные. Количество загруженных сущностей: 500/500. |
| 6   | Белогорье        | село    | Получено слишком много сущностей из Викиданные. Количество загруженных сущностей: 500/500. |
| 7   | Белый Колодец    | село    | Получено слишком много сущностей из Викиданные. Количество загруженных сущностей: 500/500. |
| 8   | Бехтеевка        | село    | Получено слишком много сущностей из Викиданные. Количество загруженных сущностей: 500/500. |
| 9   | Большая Халань   | село    | Получено слишком много сущностей из Викиданные. Количество загруженных сущностей: 500/500. |
| 10  | Большое Песчаное | село    | Получено слишком много сущностей из Викиданные. Количество загруженных сущностей: 500/500. |
| 11  | Бубново          | село    | Получено слишком много сущностей из Викиданные. Количество загруженных сущностей: 500/500. |
| 12  | Весёлый          | хутор   | Получено слишком много сущностей из Викиданные. Количество загруженных сущностей: 500/500. |
| 13  | Голевка          | хутор   | Получено слишком много сущностей из Викиданные. Количество загруженных сущностей: 500/500. |
| 14  | Городище         | село    | Получено слишком много сущностей из Викиданные. Количество загруженных сущностей: 500/500. |
| 15  | Гороженое        | хутор   | Получено слишком много сущностей из Викиданные. Количество загруженных сущностей: 500/500. |
| 16  | Гремячье         | село    | Получено слишком много сущностей из Викиданные. Количество загруженных сущностей: 500/500. |
| 17  | Дальняя Игуменка | село    | Получено слишком много сущностей из Викиданные. Количество загруженных сущностей: 500/500. |
| 18  | Долгий Бродок    | хутор   | Получено слишком много сущностей из Викиданные. Количество загруженных сущностей: 500/500. |
| 19  | Долгое           | хутор   | Получено слишком много сущностей из Викиданные. Количество загруженных сущностей: 500/500. |
| 20  | Должик           | хутор   | Получено слишком много сущностей из Викиданные. Количество загруженных сущностей: 500/500. |
| 21  | Дружный-Второй   | хутор   | Получено слишком много сущностей из Викиданные. Количество загруженных сущностей: 500/500. |
| 22  | Дружный-Первый   | хутор   | Получено слишком много сущностей из Викиданные. Количество загруженных сущностей: 500/500. |
| 23  | Дубовая Балка    | хутор   | Получено слишком много сущностей из Викиданные. Количество загруженных сущностей: 500/500. |
| 24  | Дукмасивка       | хутор   | Получено слишком много сущностей из Викиданные. Количество загруженных сущностей: 500/500. |
| 25  | Емельяновка      | хутор   | Получено слишком много сущностей из Викиданные. Количество загруженных сущностей: 500/500. |
| 26  | Жигайловка       | село    | Получено слишком много сущностей из Викиданные. Количество загруженных сущностей: 500/500. |
| 27  | Заломное         | село    | Получено слишком много сущностей из Викиданные. Количество загруженных сущностей: 500/500. |
| 28  | Замостье         | село    | Получено слишком много сущностей из Викиданные. Количество загруженных сущностей: 500/500. |
| 29  | Заречье          | хутор   | Получено слишком много сущностей из Викиданные. Количество загруженных сущностей: 500/500. |
| 30  | Заячье           | село    | Получено слишком много сущностей из Викиданные. Количество загруженных сущностей: 500/500. |
| 31  | Зелёная Дубрава  | хутор   | Получено слишком много сущностей из Викиданные. Количество загруженных сущностей: 500/500. |
| 32  | Зелёный Гай      | хутор   | Получено слишком много сущностей из Викиданные. Количество загруженных сущностей: 500/500. |
| 33  | Ивановка         | хутор   | Получено слишком много сущностей из Викиданные. Количество загруженных сущностей: 500/500. |
| 34  | Ивица            | село    | Получено слишком много сущностей из Викиданные. Количество загруженных сущностей: 500/500. |
| 35  | имени Ленина     | хутор   | Получено слишком много сущностей из Викиданные. Количество загруженных сущностей: 500/500. |
| 36  | Ионовка          | хутор   | Получено слишком много сущностей из Викиданные. Количество загруженных сущностей: 500/500. |
| 37  | Искра            | посёлок | Получено слишком много сущностей из Викиданные. Количество загруженных сущностей: 500/500. |
| 38  | Казанка          | село    | Получено слишком много сущностей из Викиданные. Количество загруженных сущностей: 500/500. |
| 39  | Клиновец         | село    | Получено слишком много сущностей из Викиданные. Количество загруженных сущностей: 500/500. |
| 40  | Колесников       | хутор   | Получено слишком много сущностей из Викиданные. Количество загруженных сущностей: 500/500. |
| 41  | Коломыцево       | хутор   | Получено слишком много сущностей из Викиданные. Количество загруженных сущностей: 500/500. |
| 42  | Коммуна          | хутор   | Получено слишком много сущностей из Викиданные. Количество загруженных сущностей: 500/500. |
| 43  | Короткое         | село    | Получено слишком много сущностей из Викиданные. Количество загруженных сущностей: 500/500. |
| 44  | Короча           | город   | Получено слишком много сущностей из Викиданные. Количество загруженных сущностей: 500/500. |
| 45  | Костевка         | хутор   | Получено слишком много сущностей из Викиданные. Количество загруженных сущностей: 500/500. |
| 46  | Косухин          | хутор   | Получено слишком много сущностей из Викиданные. Количество загруженных сущностей: 500/500. |
| 47  | Кошмановка       | хутор   | Получено слишком много сущностей из Викиданные. Количество загруженных сущностей: 500/500. |
| 48  | Кощеево          | село    | Получено слишком много сущностей из Викиданные. Количество загруженных сущностей: 500/500. |
| 49  | Кощин            | хутор   | Получено слишком много сущностей из Викиданные. Количество загруженных сущностей: 500/500. |
| 50  | Красная Степь    | хутор   | Получено слишком много сущностей из Викиданные. Количество загруженных сущностей: 500/500. |
| 51  | Красный          | хутор   | Получено слишком много сущностей из Викиданные. Количество загруженных сущностей: 500/500. |
| 52  | Красный Май      | хутор   | Получено слишком много сущностей из Викиданные. Количество загруженных сущностей: 500/500. |
| 53  | Красный Пахарь   | хутор   | Получено слишком много сущностей из Викиданные. Количество загруженных сущностей: 500/500. |
| 54  | Кривой           | хутор   | Получено слишком много сущностей из Викиданные. Количество загруженных сущностей: 500/500. |
| 55  | Кругленькое      | хутор   | Получено слишком много сущностей из Викиданные. Количество загруженных сущностей: 500/500. |
| 56  | Крученый         | хутор   | Получено слишком много сущностей из Викиданные. Количество загруженных сущностей: 500/500. |
| 57  | Ломово           | село    | Получено слишком много сущностей из Викиданные. Количество загруженных сущностей: 500/500. |
| 58  | Лопин            | хутор   | Получено слишком много сущностей из Викиданные. Количество загруженных сущностей: 500/500. |
| 59  | Мазикино         | село    | Получено слишком много сущностей из Викиданные. Количество загруженных сущностей: 500/500. |
| 60  | Мальцевка        | село    | Получено слишком много сущностей из Викиданные. Количество загруженных сущностей: 500/500. |
| 61  | Марченко         | хутор   | Получено слишком много сущностей из Викиданные. Количество загруженных сущностей: 500/500. |
| 62  | Мазикино         | село    | Получено слишком много сущностей из Викиданные. Количество загруженных сущностей: 500/500. |
| 63  | Малое Песчаное   | село    | Получено слишком много сущностей из Викиданные. Количество загруженных сущностей: 500/500. |
| 64  | Мелихово         | село    | Получено слишком много сущностей из Викиданные. Количество загруженных сущностей: 500/500. |
| 65  | Меркуловка       | хутор   | Получено слишком много сущностей из Викиданные. Количество загруженных сущностей: 500/500. |
| 66  | Миндоловка       | хутор   | Получено слишком много сущностей из Викиданные. Количество загруженных сущностей: 500/500. |
| 67  | Мичуринский      | посёлок | Получено слишком много сущностей из Викиданные. Количество загруженных сущностей: 500/500. |
| 68  | Мухановка        | хутор   | Получено слишком много сущностей из Викиданные. Количество загруженных сущностей: 500/500. |
| 69  | Нелидовка        | деревня | Получено слишком много сущностей из Викиданные. Количество загруженных сущностей: 500/500. |
| 70  | Нечаево          | село    | Получено слишком много сущностей из Викиданные. Количество загруженных сущностей: 500/500. |
| 71  | Никольский       | хутор   | Получено слишком много сущностей из Викиданные. Количество загруженных сущностей: 500/500. |
| 72  | Новая Деревня    | хутор   | Получено слишком много сущностей из Викиданные. Количество загруженных сущностей: 500/500. |
| 73  | Новая Слободка   | село    | Получено слишком много сущностей из Викиданные. Количество загруженных сущностей: 500/500. |
| 74  | Новая Соловьёвка | хутор   |                                                                                            |
| 75  | Новотроевка      | село    | Получено слишком много сущностей из Викиданные. Количество загруженных сущностей: 500/500. |
| 76  | Объединённый     | хутор   | Получено слишком много сущностей из Викиданные. Количество загруженных сущностей: 500/500. |
| 77  | Овчаровка        | хутор   | Получено слишком много сущностей из Викиданные. Количество загруженных сущностей: 500/500. |
| 78  | Ольховатка       | хутор   | Получено слишком много сущностей из Викиданные. Количество загруженных сущностей: 500/500. |
| 79  | Остапенко-Второй | хутор   | Получено слишком много сущностей из Викиданные. Количество загруженных сущностей: 500/500. |
| 80  | Остапенко-Первый | хутор   | Получено слишком много сущностей из Викиданные. Количество загруженных сущностей: 500/500. |
| 81  | Павловка         | село    | Получено слишком много сущностей из Викиданные. Количество загруженных сущностей: 500/500. |
| 82  | Пестуново        | село    | Получено слишком много сущностей из Викиданные. Количество загруженных сущностей: 500/500. |
| 83  | Песчаное         | хутор   | Получено слишком много сущностей из Викиданные. Количество загруженных сущностей: 500/500. |
| 84  | Плодовоягодный   | посёлок | Получено слишком много сущностей из Викиданные. Количество загруженных сущностей: 500/500. |
| 85  | Плоское          | село    | Получено слишком много сущностей из Викиданные. Количество загруженных сущностей: 500/500. |
| 86  | Плотавец         | село    | Получено слишком много сущностей из Викиданные. Количество загруженных сущностей: 500/500. |
| 87  | Погореловка      | село    | Получено слишком много сущностей из Викиданные. Количество загруженных сущностей: 500/500. |
| 88  | Погорелый        | хутор   | Получено слишком много сущностей из Викиданные. Количество загруженных сущностей: 500/500. |
| 89  | Подкопаевка      | село    | Получено слишком много сущностей из Викиданные. Количество загруженных сущностей: 500/500. |
| 90  | Пожарный         | хутор   | Получено слишком много сущностей из Викиданные. Количество загруженных сущностей: 500/500. |
| 91  | Поливанов        | хутор   | Получено слишком много сущностей из Викиданные. Количество загруженных сущностей: 500/500. |
| 92  | Полянское        | хутор   | Получено слишком много сущностей из Викиданные. Количество загруженных сущностей: 500/500. |
| 93  | Поповка          | село    | Получено слишком много сущностей из Викиданные. Количество загруженных сущностей: 500/500. |
| 94  | Постников        | хутор   | Получено слишком много сущностей из Викиданные. Количество загруженных сущностей: 500/500. |
| 95  | Прицепиловка     | село    | Получено слишком много сущностей из Викиданные. Количество загруженных сущностей: 500/500. |
| 96  | Проходное        | село    | Получено слишком много сущностей из Викиданные. Количество загруженных сущностей: 500/500. |
| 97  | Прудки           | село    | Получено слишком много сущностей из Викиданные. Количество загруженных сущностей: 500/500. |
| 98  | Пушкарное        | село    | Получено слишком много сущностей из Викиданные. Количество загруженных сущностей: 500/500. |
| 99  | Раевка           | хутор   | Получено слишком много сущностей из Викиданные. Количество загруженных сущностей: 500/500. |
| 100 | Резниково        | хутор   | Получено слишком много сущностей из Викиданные. Количество загруженных сущностей: 500/500. |
| 101 | Самойловка       | село    | Получено слишком много сущностей из Викиданные. Количество загруженных сущностей: 500/500. |
| 102 | Сафоновка        | село    | Получено слишком много сущностей из Викиданные. Количество загруженных сущностей: 500/500. |
| 103 | Свиридово        | хутор   | Получено слишком много сущностей из Викиданные. Количество загруженных сущностей: 500/500. |
| 104 | Сетное           | село    | Получено слишком много сущностей из Викиданные. Количество загруженных сущностей: 500/500. |
| 105 | Сидоровка        | село    | Получено слишком много сущностей из Викиданные. Количество загруженных сущностей: 500/500. |
| 106 | Соколовка        | село    | Получено слишком много сущностей из Викиданные. Количество загруженных сущностей: 500/500. |
| 107 | Сороковка        | хутор   | Получено слишком много сущностей из Викиданные. Количество загруженных сущностей: 500/500. |
| 108 | Спорное          | хутор   | Получено слишком много сущностей из Викиданные. Количество загруженных сущностей: 500/500. |
| 109 | Сцепное          | хутор   | Получено слишком много сущностей из Викиданные. Количество загруженных сущностей: 500/500. |
| 110 | Татьяновка       | село    | Получено слишком много сущностей из Викиданные. Количество загруженных сущностей: 500/500. |
| 111 | Терновое         | село    | Получено слишком много сущностей из Викиданные. Количество загруженных сущностей: 500/500. |
| 112 | Тоненькое        | хутор   | Получено слишком много сущностей из Викиданные. Количество загруженных сущностей: 500/500. |
| 113 | Труд             | хутор   | Получено слишком много сущностей из Викиданные. Количество загруженных сущностей: 500/500. |
| 114 | Ушаковка         | село    | Получено слишком много сущностей из Викиданные. Количество загруженных сущностей: 500/500. |
| 115 | Ушаково          | село    | Получено слишком много сущностей из Викиданные. Количество загруженных сущностей: 500/500. |
| 116 | Фощеватое        | село    | Получено слишком много сущностей из Викиданные. Количество загруженных сущностей: 500/500. |
| 117 | Хмелевое         | село    | Получено слишком много сущностей из Викиданные. Количество загруженных сущностей: 500/500. |
| 118 | Хмелевое         | хутор   | Получено слишком много сущностей из Викиданные. Количество загруженных сущностей: 500/500. |
| 119 | Холодное         | хутор   | Получено слишком много сущностей из Викиданные. Количество загруженных сущностей: 500/500. |
| 120 | Хрящевое         | хутор   | Получено слишком много сущностей из Викиданные. Количество загруженных сущностей: 500/500. |
| 121 | Чернышевка       | хутор   | Получено слишком много сущностей из Викиданные. Количество загруженных сущностей: 500/500. |
| 122 | Шеино            | село    | Получено слишком много сущностей из Викиданные. Количество загруженных сущностей: 500/500. |
| 123 | Шляхово          | село    | Получено слишком много сущностей из Викиданные. Количество загруженных сущностей: 500/500. |
| 124 | Шлях             | хутор   | Получено слишком много сущностей из Викиданные. Количество загруженных сущностей: 500/500. |
| 125 | Шутово           | хутор   | Получено слишком много сущностей из Викиданные. Количество загруженных сущностей: 500/500. |
| 126 | Щетиновка        | хутор   | Получено слишком много сущностей из Викиданные. Количество загруженных сущностей: 500/500. |
| 127 | Яблоново         | село    | Получено слишком много сущностей из Викиданные. Количество загруженных сущностей: 500/500. |
| 128 | Языково          | хутор   | Получено слишком много сущностей из Викиданные. Количество загруженных сущностей: 500/500. |

### Красненский
| №  | Населённый пункт | Тип   | Население                                                                                  |
| -- | ---------------- | ----- | ------------------------------------------------------------------------------------------ |
| 1  | Ближние Россошки | хутор | Получено слишком много сущностей из Викиданные. Количество загруженных сущностей: 500/500. |
| 2  | Богословка       | село  | Получено слишком много сущностей из Викиданные. Количество загруженных сущностей: 500/500. |
| 3  | Большое          | село  | Получено слишком много сущностей из Викиданные. Количество загруженных сущностей: 500/500. |
| 4  | Братство         | хутор | Получено слишком много сущностей из Викиданные. Количество загруженных сущностей: 500/500. |
| 5  | Бычково          | хутор | Получено слишком много сущностей из Викиданные. Количество загруженных сущностей: 500/500. |
| 6  | Вербное          | село  | Получено слишком много сущностей из Викиданные. Количество загруженных сущностей: 500/500. |
| 7  | Весёлый          | хутор | Получено слишком много сущностей из Викиданные. Количество загруженных сущностей: 500/500. |
| 8  | Гончаровка       | хутор | Получено слишком много сущностей из Викиданные. Количество загруженных сущностей: 500/500. |
| 9  | Горки            | село  | Получено слишком много сущностей из Викиданные. Количество загруженных сущностей: 500/500. |
| 10 | Готовье          | село  | Получено слишком много сущностей из Викиданные. Количество загруженных сущностей: 500/500. |
| 11 | Дальние Россошки | хутор | Получено слишком много сущностей из Викиданные. Количество загруженных сущностей: 500/500. |
| 12 | Заломное         | село  | Получено слишком много сущностей из Викиданные. Количество загруженных сущностей: 500/500. |
| 13 | Калинин          | хутор | Получено слишком много сущностей из Викиданные. Количество загруженных сущностей: 500/500. |
| 14 | Калитва          | село  | Получено слишком много сущностей из Викиданные. Количество загруженных сущностей: 500/500. |
| 15 | Каменка          | село  | Получено слишком много сущностей из Викиданные. Количество загруженных сущностей: 500/500. |
| 16 | Камызино         | село  | Получено слишком много сущностей из Викиданные. Количество загруженных сущностей: 500/500. |
| 17 | Камышенка        | село  | Получено слишком много сущностей из Викиданные. Количество загруженных сущностей: 500/500. |
| 18 | Караешный        | хутор | Получено слишком много сущностей из Викиданные. Количество загруженных сущностей: 500/500. |
| 19 | Киселёвка        | село  | Получено слишком много сущностей из Викиданные. Количество загруженных сущностей: 500/500. |
| 20 | Коробово         | хутор | Получено слишком много сущностей из Викиданные. Количество загруженных сущностей: 500/500. |
| 21 | Красное          | село  | Получено слишком много сущностей из Викиданные. Количество загруженных сущностей: 500/500. |
| 22 | Круглое          | село  | Получено слишком много сущностей из Викиданные. Количество загруженных сущностей: 500/500. |
| 23 | Лесное Уколово   | село  | Получено слишком много сущностей из Викиданные. Количество загруженных сущностей: 500/500. |
| 24 | Малиново         | село  | Получено слишком много сущностей из Викиданные. Количество загруженных сущностей: 500/500. |
| 25 | Новогеоргиевка   | хутор | Получено слишком много сущностей из Викиданные. Количество загруженных сущностей: 500/500. |
| 26 | Новосолдатка     | село  | Получено слишком много сущностей из Викиданные. Количество загруженных сущностей: 500/500. |
| 27 | Новоуколово      | село  | Получено слишком много сущностей из Викиданные. Количество загруженных сущностей: 500/500. |
| 28 | Новый Путь       | хутор | Получено слишком много сущностей из Викиданные. Количество загруженных сущностей: 500/500. |
| 29 | Новый Путь       | хутор | Получено слишком много сущностей из Викиданные. Количество загруженных сущностей: 500/500. |
| 30 | Первомайский     | хутор | Получено слишком много сущностей из Викиданные. Количество загруженных сущностей: 500/500. |
| 31 | Песковатка       | хутор | Получено слишком много сущностей из Викиданные. Количество загруженных сущностей: 500/500. |
| 32 | Польниково       | село  | Получено слишком много сущностей из Викиданные. Количество загруженных сущностей: 500/500. |
| 33 | Расховец         | село  | Получено слишком много сущностей из Викиданные. Количество загруженных сущностей: 500/500. |
| 34 | Свистовка        | село  | Получено слишком много сущностей из Викиданные. Количество загруженных сущностей: 500/500. |
| 35 | Сетище           | село  | Получено слишком много сущностей из Викиданные. Количество загруженных сущностей: 500/500. |
| 36 | Староуколово     | село  | Получено слишком много сущностей из Викиданные. Количество загруженных сущностей: 500/500. |
| 37 | Старый Редкодуб  | хутор | Получено слишком много сущностей из Викиданные. Количество загруженных сущностей: 500/500. |
| 38 | Ураково          | село  | Получено слишком много сущностей из Викиданные. Количество загруженных сущностей: 500/500. |
| 39 | Флюговка         | село  | Получено слишком много сущностей из Викиданные. Количество загруженных сущностей: 500/500. |
| 40 | Хмелевое         | село  | Получено слишком много сущностей из Викиданные. Количество загруженных сущностей: 500/500. |
| 41 | Черёмухово       | хутор | Получено слишком много сущностей из Викиданные. Количество загруженных сущностей: 500/500. |
| 42 | Шидловка         | село  | Получено слишком много сущностей из Викиданные. Количество загруженных сущностей: 500/500. |
| 43 | Широкое          | село  | Получено слишком много сущностей из Викиданные. Количество загруженных сущностей: 500/500. |
| 44 | Япрынцев         | хутор | Получено слишком много сущностей из Викиданные. Количество загруженных сущностей: 500/500. |

### Красногвардейский
| №  | Населённый пункт | Тип     | Население                                                                                  |
| -- | ---------------- | ------- | ------------------------------------------------------------------------------------------ |
| 1  | Антошкин         | хутор   | Получено слишком много сущностей из Викиданные. Количество загруженных сущностей: 500/500. |
| 2  | Апухтин          | хутор   | Получено слишком много сущностей из Викиданные. Количество загруженных сущностей: 500/500. |
| 3  | Арнаутово        | село    | Получено слишком много сущностей из Викиданные. Количество загруженных сущностей: 500/500. |
| 4  | Бабкино          | село    | Получено слишком много сущностей из Викиданные. Количество загруженных сущностей: 500/500. |
| 5  | Бирюч            | город   | Получено слишком много сущностей из Викиданные. Количество загруженных сущностей: 500/500. |
| 6  | Бирюч            | посёлок | Получено слишком много сущностей из Викиданные. Количество загруженных сущностей: 500/500. |
| 7  | Бодяково         | село    | Получено слишком много сущностей из Викиданные. Количество загруженных сущностей: 500/500. |
| 8  | Большебыково     | село    | Получено слишком много сущностей из Викиданные. Количество загруженных сущностей: 500/500. |
| 9  | Борисовка        | хутор   | Получено слишком много сущностей из Викиданные. Количество загруженных сущностей: 500/500. |
| 10 | Валуй            | село    | Получено слишком много сущностей из Викиданные. Количество загруженных сущностей: 500/500. |
| 11 | Валуйчик         | село    | Получено слишком много сущностей из Викиданные. Количество загруженных сущностей: 500/500. |
| 12 | Верхняя Покровка | село    | Получено слишком много сущностей из Викиданные. Количество загруженных сущностей: 500/500. |
| 13 | Верхососна       | село    | Получено слишком много сущностей из Викиданные. Количество загруженных сущностей: 500/500. |
| 14 | Веселое          | село    | Получено слишком много сущностей из Викиданные. Количество загруженных сущностей: 500/500. |
| 15 | Выселки          | посёлок | Получено слишком много сущностей из Викиданные. Количество загруженных сущностей: 500/500. |
| 16 | Высокий          | хутор   | Получено слишком много сущностей из Викиданные. Количество загруженных сущностей: 500/500. |
| 17 | Высокий          | хутор   | Получено слишком много сущностей из Викиданные. Количество загруженных сущностей: 500/500. |
| 18 | Горбунов         | хутор   | Получено слишком много сущностей из Викиданные. Количество загруженных сущностей: 500/500. |
| 19 | Горовое          | село    | Получено слишком много сущностей из Викиданные. Количество загруженных сущностей: 500/500. |
| 20 | Гредякино        | село    | Получено слишком много сущностей из Викиданные. Количество загруженных сущностей: 500/500. |
| 21 | Дубки            | посёлок | Получено слишком много сущностей из Викиданные. Количество загруженных сущностей: 500/500. |
| 22 | Евсеев           | хутор   | Получено слишком много сущностей из Викиданные. Количество загруженных сущностей: 500/500. |
| 23 | Ездоцкий         | хутор   | Получено слишком много сущностей из Викиданные. Количество загруженных сущностей: 500/500. |
| 24 | Ендовицкий       | хутор   | Получено слишком много сущностей из Викиданные. Количество загруженных сущностей: 500/500. |
| 25 | Завалье          | посёлок | Получено слишком много сущностей из Викиданные. Количество загруженных сущностей: 500/500. |
| 26 | Завальское       | село    | Получено слишком много сущностей из Викиданные. Количество загруженных сущностей: 500/500. |
| 27 | Засосна          | село    | Получено слишком много сущностей из Викиданные. Количество загруженных сущностей: 500/500. |
| 28 | Ильинский        | хутор   | Получено слишком много сущностей из Викиданные. Количество загруженных сущностей: 500/500. |
| 29 | Казацкое         | село    | Получено слишком много сущностей из Викиданные. Количество загруженных сущностей: 500/500. |
| 30 | Калиново         | село    | Получено слишком много сущностей из Викиданные. Количество загруженных сущностей: 500/500. |
| 31 | Кислинский       | хутор   | Получено слишком много сущностей из Викиданные. Количество загруженных сущностей: 500/500. |
| 32 | Ковалев          | хутор   | Получено слишком много сущностей из Викиданные. Количество загруженных сущностей: 500/500. |
| 33 | Коломыцево       | село    | Получено слишком много сущностей из Викиданные. Количество загруженных сущностей: 500/500. |
| 34 | Коробкин         | хутор   | Получено слишком много сущностей из Викиданные. Количество загруженных сущностей: 500/500. |
| 35 | Котляров         | хутор   | Получено слишком много сущностей из Викиданные. Количество загруженных сущностей: 500/500. |
| 36 | Кравцов          | хутор   | Получено слишком много сущностей из Викиданные. Количество загруженных сущностей: 500/500. |
| 37 | Красное          | село    | Получено слишком много сущностей из Викиданные. Количество загруженных сущностей: 500/500. |
| 38 | Кулешовка        | село    | Получено слишком много сущностей из Викиданные. Количество загруженных сущностей: 500/500. |
| 39 | Лазареново       | село    | Получено слишком много сущностей из Викиданные. Количество загруженных сущностей: 500/500. |
| 40 | Ливенка          | село    | Получено слишком много сущностей из Викиданные. Количество загруженных сущностей: 500/500. |
| 41 | Малиново         | село    | Получено слишком много сущностей из Викиданные. Количество загруженных сущностей: 500/500. |
| 42 | Малоалексеевка   | село    | Получено слишком много сущностей из Викиданные. Количество загруженных сущностей: 500/500. |
| 43 | Малобыково       | село    | Получено слишком много сущностей из Викиданные. Количество загруженных сущностей: 500/500. |
| 44 | Малоленинский    | посёлок | Получено слишком много сущностей из Викиданные. Количество загруженных сущностей: 500/500. |
| 45 | Малоржавец       | посёлок | Получено слишком много сущностей из Викиданные. Количество загруженных сущностей: 500/500. |
| 46 | Марынычев        | посёлок | Получено слишком много сущностей из Викиданные. Количество загруженных сущностей: 500/500. |
| 47 | Марьевка         | село    | Получено слишком много сущностей из Викиданные. Количество загруженных сущностей: 500/500. |
| 48 | Мирный           | посёлок | Получено слишком много сущностей из Викиданные. Количество загруженных сущностей: 500/500. |
| 49 | Нижняя Покровка  | село    | Получено слишком много сущностей из Викиданные. Количество загруженных сущностей: 500/500. |
| 50 | Никитовка        | село    | Получено слишком много сущностей из Викиданные. Количество загруженных сущностей: 500/500. |
| 51 | Николаевский     | посёлок | Получено слишком много сущностей из Викиданные. Количество загруженных сущностей: 500/500. |
| 52 | Никольский       | посёлок | Получено слишком много сущностей из Викиданные. Количество загруженных сущностей: 500/500. |
| 53 | Новохуторное     | село    | Получено слишком много сущностей из Викиданные. Количество загруженных сущностей: 500/500. |
| 54 | Остроухово       | село    | Получено слишком много сущностей из Викиданные. Количество загруженных сущностей: 500/500. |
| 55 | Палатовка-Вторая | село    | Получено слишком много сущностей из Викиданные. Количество загруженных сущностей: 500/500. |
| 56 | Палатово         | село    | Получено слишком много сущностей из Викиданные. Количество загруженных сущностей: 500/500. |
| 57 | Перелесок        | село    | Получено слишком много сущностей из Викиданные. Количество загруженных сущностей: 500/500. |
| 58 | Петров           | хутор   | Получено слишком много сущностей из Викиданные. Количество загруженных сущностей: 500/500. |
| 59 | Плюхино          | село    | Получено слишком много сущностей из Викиданные. Количество загруженных сущностей: 500/500. |
| 60 | Подгорское       | село    | Получено слишком много сущностей из Викиданные. Количество загруженных сущностей: 500/500. |
| 61 | Подлес           | хутор   | Получено слишком много сущностей из Викиданные. Количество загруженных сущностей: 500/500. |
| 62 | Попасное         | хутор   | Получено слишком много сущностей из Викиданные. Количество загруженных сущностей: 500/500. |
| 63 | Прилепы          | село    | Получено слишком много сущностей из Викиданные. Количество загруженных сущностей: 500/500. |
| 64 | Прудки           | село    | Получено слишком много сущностей из Викиданные. Количество загруженных сущностей: 500/500. |
| 65 | Раздолье         | хутор   | Получено слишком много сущностей из Викиданные. Количество загруженных сущностей: 500/500. |
| 66 | Раздорное        | село    | Получено слишком много сущностей из Викиданные. Количество загруженных сущностей: 500/500. |
| 67 | Распаши          | село    | Получено слишком много сущностей из Викиданные. Количество загруженных сущностей: 500/500. |
| 68 | Редкодуб         | посёлок | Получено слишком много сущностей из Викиданные. Количество загруженных сущностей: 500/500. |
| 69 | Репенка          | село    | Получено слишком много сущностей из Викиданные. Количество загруженных сущностей: 500/500. |
| 70 | Ряшиново         | село    | Получено слишком много сущностей из Викиданные. Количество загруженных сущностей: 500/500. |
| 71 | Садки            | село    | Получено слишком много сущностей из Викиданные. Количество загруженных сущностей: 500/500. |
| 72 | Самарино         | село    | Получено слишком много сущностей из Викиданные. Количество загруженных сущностей: 500/500. |
| 73 | Солдатка         | село    | Получено слишком много сущностей из Викиданные. Количество загруженных сущностей: 500/500. |
| 74 | Сорокино         | село    | Получено слишком много сущностей из Викиданные. Количество загруженных сущностей: 500/500. |
| 75 | Старокожево      | село    | Получено слишком много сущностей из Викиданные. Количество загруженных сущностей: 500/500. |
| 76 | Стрелецкое       | село    | Получено слишком много сущностей из Викиданные. Количество загруженных сущностей: 500/500. |
| 77 | Терешков         | хутор   | Получено слишком много сущностей из Викиданные. Количество загруженных сущностей: 500/500. |
| 78 | Ураково          | хутор   | Получено слишком много сущностей из Викиданные. Количество загруженных сущностей: 500/500. |
| 79 | Уточка           | село    | Получено слишком много сущностей из Викиданные. Количество загруженных сущностей: 500/500. |
| 80 | Филькино         | хутор   | Получено слишком много сущностей из Викиданные. Количество загруженных сущностей: 500/500. |
| 81 | Фощеватый        | хутор   | Получено слишком много сущностей из Викиданные. Количество загруженных сущностей: 500/500. |
| 82 | Хуторцы          | село    | Получено слишком много сущностей из Викиданные. Количество загруженных сущностей: 500/500. |
| 83 | Черменевка       | село    | Получено слишком много сущностей из Викиданные. Количество загруженных сущностей: 500/500. |
| 84 | Юрков            | хутор   | Получено слишком много сущностей из Викиданные. Количество загруженных сущностей: 500/500. |
| 85 | Ямки             | хутор   | Получено слишком много сущностей из Викиданные. Количество загруженных сущностей: 500/500. |
| 86 | Ясенев           | хутор   | Получено слишком много сущностей из Викиданные. Количество загруженных сущностей: 500/500. |

### Краснояружский
| №  | Населённый пункт | Тип     | Население                                                                                  |
| -- | ---------------- | ------- | ------------------------------------------------------------------------------------------ |
| 1  | Архипов          | хутор   | Получено слишком много сущностей из Викиданные. Количество загруженных сущностей: 500/500. |
| 2  | Бондарев         | хутор   | Получено слишком много сущностей из Викиданные. Количество загруженных сущностей: 500/500. |
| 3  | Быценков         | посёлок | Получено слишком много сущностей из Викиданные. Количество загруженных сущностей: 500/500. |
| 4  | Высокий          | хутор   | Получено слишком много сущностей из Викиданные. Количество загруженных сущностей: 500/500. |
| 5  | Вязовое          | село    | Получено слишком много сущностей из Викиданные. Количество загруженных сущностей: 500/500. |
| 6  | Вязовской        | хутор   | Получено слишком много сущностей из Викиданные. Количество загруженных сущностей: 500/500. |
| 7  | Графовка         | село    | Получено слишком много сущностей из Викиданные. Количество загруженных сущностей: 500/500. |
| 8  | Демидовка        | село    | Получено слишком много сущностей из Викиданные. Количество загруженных сущностей: 500/500. |
| 9  | Дубино           | посёлок | Получено слишком много сущностей из Викиданные. Количество загруженных сущностей: 500/500. |
| 10 | Задорожный       | посёлок | Получено слишком много сущностей из Викиданные. Количество загруженных сущностей: 500/500. |
| 11 | Илек-Пеньковка   | село    | Получено слишком много сущностей из Викиданные. Количество загруженных сущностей: 500/500. |
| 12 | Колотиловка      | село    | Получено слишком много сущностей из Викиданные. Количество загруженных сущностей: 500/500. |
| 13 | Колотиловский    | хутор   | Получено слишком много сущностей из Викиданные. Количество загруженных сущностей: 500/500. |
| 14 | Корытное         | посёлок | Получено слишком много сущностей из Викиданные. Количество загруженных сущностей: 500/500. |
| 15 | Красноорловский  | хутор   | Получено слишком много сущностей из Викиданные. Количество загруженных сущностей: 500/500. |
| 16 | Красная Яруга    | пгт     | Получено слишком много сущностей из Викиданные. Количество загруженных сущностей: 500/500. |
| 17 | Крисаново        | хутор   | Получено слишком много сущностей из Викиданные. Количество загруженных сущностей: 500/500. |
| 18 | Надежевка        | село    | Получено слишком много сущностей из Викиданные. Количество загруженных сущностей: 500/500. |
| 19 | Ново-Репяховка   | хутор   | Получено слишком много сущностей из Викиданные. Количество загруженных сущностей: 500/500. |
| 20 | Отрадовка        | село    | Получено слишком много сущностей из Викиданные. Количество загруженных сущностей: 500/500. |
| 21 | Отрадовский      | посёлок | Получено слишком много сущностей из Викиданные. Количество загруженных сущностей: 500/500. |
| 22 | Первомайский     | хутор   | Получено слишком много сущностей из Викиданные. Количество загруженных сущностей: 500/500. |
| 23 | Подвысокий       | хутор   | Получено слишком много сущностей из Викиданные. Количество загруженных сущностей: 500/500. |
| 24 | Подоловский      | хутор   | Получено слишком много сущностей из Викиданные. Количество загруженных сущностей: 500/500. |
| 25 | Поповка          | село    | Получено слишком много сущностей из Викиданные. Количество загруженных сущностей: 500/500. |
| 26 | Прилесье         | посёлок | Получено слишком много сущностей из Викиданные. Количество загруженных сущностей: 500/500. |
| 27 | Репяховка        | село    | Получено слишком много сущностей из Викиданные. Количество загруженных сущностей: 500/500. |
| 28 | Романовка        | село    | Получено слишком много сущностей из Викиданные. Количество загруженных сущностей: 500/500. |
| 29 | Савченко         | хутор   | Получено слишком много сущностей из Викиданные. Количество загруженных сущностей: 500/500. |
| 30 | Сергиевка        | село    | Получено слишком много сущностей из Викиданные. Количество загруженных сущностей: 500/500. |
| 31 | Староселье       | село    | Получено слишком много сущностей из Викиданные. Количество загруженных сущностей: 500/500. |
| 32 | Степное          | посёлок | Получено слишком много сущностей из Викиданные. Количество загруженных сущностей: 500/500. |
| 33 | Теребрено        | село    | Получено слишком много сущностей из Викиданные. Количество загруженных сущностей: 500/500. |
| 34 | Фищево           | хутор   | Получено слишком много сущностей из Викиданные. Количество загруженных сущностей: 500/500. |

### Новооскольский (Новооскольский городской округ)
| №   | Населённый пункт   | Тип     | Население                                                                                  |
| --- | ------------------ | ------- | ------------------------------------------------------------------------------------------ |
| 1   | Аринкин            | хутор   | Получено слишком много сущностей из Викиданные. Количество загруженных сущностей: 500/500. |
| 2   | Барсук             | село    | Получено слишком много сущностей из Викиданные. Количество загруженных сущностей: 500/500. |
| 3   | Беломестное        | село    | Получено слишком много сущностей из Викиданные. Количество загруженных сущностей: 500/500. |
| 4   | Белый Колодезь     | хутор   | Получено слишком много сущностей из Викиданные. Количество загруженных сущностей: 500/500. |
| 5   | Березки            | хутор   | Получено слишком много сущностей из Викиданные. Количество загруженных сущностей: 500/500. |
| 6   | Берёзов            | хутор   | Получено слишком много сущностей из Викиданные. Количество загруженных сущностей: 500/500. |
| 7   | Богатый            | хутор   | Получено слишком много сущностей из Викиданные. Количество загруженных сущностей: 500/500. |
| 8   | Богдановка         | село    | Получено слишком много сущностей из Викиданные. Количество загруженных сущностей: 500/500. |
| 9   | Богородское        | село    | Получено слишком много сущностей из Викиданные. Количество загруженных сущностей: 500/500. |
| 10  | Большая Ивановка   | село    | Получено слишком много сущностей из Викиданные. Количество загруженных сущностей: 500/500. |
| 11  | Большая Яруга      | хутор   | Получено слишком много сущностей из Викиданные. Количество загруженных сущностей: 500/500. |
| 12  | Большая Яруга      | хутор   | Получено слишком много сущностей из Викиданные. Количество загруженных сущностей: 500/500. |
| 13  | Бондарев           | хутор   | Получено слишком много сущностей из Викиданные. Количество загруженных сущностей: 500/500. |
| 14  | Боровки            | село    | Получено слишком много сущностей из Викиданные. Количество загруженных сущностей: 500/500. |
| 15  | Боровое            | село    | Получено слишком много сущностей из Викиданные. Количество загруженных сущностей: 500/500. |
| 16  | Васильдол          | село    | Получено слишком много сущностей из Викиданные. Количество загруженных сущностей: 500/500. |
| 17  | Васильевка         | хутор   | Получено слишком много сущностей из Викиданные. Количество загруженных сущностей: 500/500. |
| 18  | Васильполье        | хутор   | Получено слишком много сущностей из Викиданные. Количество загруженных сущностей: 500/500. |
| 19  | Великомихайловка   | село    | Получено слишком много сущностей из Викиданные. Количество загруженных сущностей: 500/500. |
| 20  | Весёлый            | хутор   | Получено слишком много сущностей из Викиданные. Количество загруженных сущностей: 500/500. |
| 21  | Гайдашовка         | хутор   | Получено слишком много сущностей из Викиданные. Количество загруженных сущностей: 500/500. |
| 22  | Глинное            | село    | Получено слишком много сущностей из Викиданные. Количество загруженных сущностей: 500/500. |
| 23  | Гнилица            | хутор   | Получено слишком много сущностей из Викиданные. Количество загруженных сущностей: 500/500. |
| 24  | Голубино           | село    | Получено слишком много сущностей из Викиданные. Количество загруженных сущностей: 500/500. |
| 25  | Грачевка           | село    | Получено слишком много сущностей из Викиданные. Количество загруженных сущностей: 500/500. |
| 26  | Гринево            | село    | Получено слишком много сущностей из Викиданные. Количество загруженных сущностей: 500/500. |
| 27  | Грушное            | посёлок | Получено слишком много сущностей из Викиданные. Количество загруженных сущностей: 500/500. |
| 28  | Гущенка            | село    | Получено слишком много сущностей из Викиданные. Количество загруженных сущностей: 500/500. |
| 29  | Елец               | хутор   | Получено слишком много сущностей из Викиданные. Количество загруженных сущностей: 500/500. |
| 30  | Елецкое            | село    | Получено слишком много сущностей из Викиданные. Количество загруженных сущностей: 500/500. |
| 31  | Ендовино           | хутор   | Получено слишком много сущностей из Викиданные. Количество загруженных сущностей: 500/500. |
| 32  | Жилин              | хутор   | Получено слишком много сущностей из Викиданные. Количество загруженных сущностей: 500/500. |
| 33  | Ивановка           | село    | Получено слишком много сущностей из Викиданные. Количество загруженных сущностей: 500/500. |
| 34  | Калиновка          | хутор   | Получено слишком много сущностей из Викиданные. Количество загруженных сущностей: 500/500. |
| 35  | Киселевка          | село    | Получено слишком много сущностей из Викиданные. Количество загруженных сущностей: 500/500. |
| 36  | Ключи              | хутор   | Получено слишком много сущностей из Викиданные. Количество загруженных сущностей: 500/500. |
| 37  | Козловский         | посёлок | Получено слишком много сущностей из Викиданные. Количество загруженных сущностей: 500/500. |
| 38  | Колодезный         | хутор   | Получено слишком много сущностей из Викиданные. Количество загруженных сущностей: 500/500. |
| 39  | Косицино           | село    | Получено слишком много сущностей из Викиданные. Количество загруженных сущностей: 500/500. |
| 40  | Костёвка           | хутор   | Получено слишком много сущностей из Викиданные. Количество загруженных сущностей: 500/500. |
| 41  | Костин             | хутор   | Получено слишком много сущностей из Викиданные. Количество загруженных сущностей: 500/500. |
| 42  | Красная Каменка    | хутор   | Получено слишком много сущностей из Викиданные. Количество загруженных сущностей: 500/500. |
| 43  | Криничный          | хутор   | Получено слишком много сущностей из Викиданные. Количество загруженных сущностей: 500/500. |
| 44  | Крюк               | село    | Получено слишком много сущностей из Викиданные. Количество загруженных сущностей: 500/500. |
| 45  | Кулевка            | село    | Получено слишком много сущностей из Викиданные. Количество загруженных сущностей: 500/500. |
| 46  | Кульма             | хутор   | Получено слишком много сущностей из Викиданные. Количество загруженных сущностей: 500/500. |
| 47  | Леоновка           | село    | Получено слишком много сущностей из Викиданные. Количество загруженных сущностей: 500/500. |
| 48  | Львовка            | село    | Получено слишком много сущностей из Викиданные. Количество загруженных сущностей: 500/500. |
| 49  | Мазепин            | хутор   | Получено слишком много сущностей из Викиданные. Количество загруженных сущностей: 500/500. |
| 50  | Майорщина          | село    | Получено слишком много сущностей из Викиданные. Количество загруженных сущностей: 500/500. |
| 51  | Макешкино          | село    | Получено слишком много сущностей из Викиданные. Количество загруженных сущностей: 500/500. |
| 52  | Малое Городище     | село    | Получено слишком много сущностей из Викиданные. Количество загруженных сущностей: 500/500. |
| 53  | Махотынка          | хутор   | Получено слишком много сущностей из Викиданные. Количество загруженных сущностей: 500/500. |
| 54  | Мирошники          | хутор   | Получено слишком много сущностей из Викиданные. Количество загруженных сущностей: 500/500. |
| 55  | Можайское          | село    | Получено слишком много сущностей из Викиданные. Количество загруженных сущностей: 500/500. |
| 56  | Мозолевка          | село    | Получено слишком много сущностей из Викиданные. Количество загруженных сущностей: 500/500. |
| 57  | Мосьпанов          | хутор   | Получено слишком много сущностей из Викиданные. Количество загруженных сущностей: 500/500. |
| 58  | Муренцев           | хутор   | Получено слишком много сущностей из Викиданные. Количество загруженных сущностей: 500/500. |
| 59  | Надежный           | хутор   | Получено слишком много сущностей из Викиданные. Количество загруженных сущностей: 500/500. |
| 60  | Немцево            | село    | Получено слишком много сущностей из Викиданные. Количество загруженных сущностей: 500/500. |
| 61  | Нечаевка           | посёлок | Получено слишком много сущностей из Викиданные. Количество загруженных сущностей: 500/500. |
| 62  | Николаевка         | село    | Получено слишком много сущностей из Викиданные. Количество загруженных сущностей: 500/500. |
| 63  | Никольское         | село    | Получено слишком много сущностей из Викиданные. Количество загруженных сущностей: 500/500. |
| 64  | Ниновка            | село    | Получено слишком много сущностей из Викиданные. Количество загруженных сущностей: 500/500. |
| 65  | Новая Безгинка     | село    | Получено слишком много сущностей из Викиданные. Количество загруженных сущностей: 500/500. |
| 66  | Новосёловка        | хутор   | Получено слишком много сущностей из Викиданные. Количество загруженных сущностей: 500/500. |
| 67  | Новый Оскол        | город   | Получено слишком много сущностей из Викиданные. Количество загруженных сущностей: 500/500. |
| 68  | Ольховатка         | село    | Получено слишком много сущностей из Викиданные. Количество загруженных сущностей: 500/500. |
| 69  | Оскольское         | село    | Получено слишком много сущностей из Викиданные. Количество загруженных сущностей: 500/500. |
| 70  | Остаповка          | село    | Получено слишком много сущностей из Викиданные. Количество загруженных сущностей: 500/500. |
| 71  | Песчанка           | село    | Получено слишком много сущностей из Викиданные. Количество загруженных сущностей: 500/500. |
| 72  | Погромец           | хутор   | Получено слишком много сущностей из Викиданные. Количество загруженных сущностей: 500/500. |
| 73  | Подвислое          | село    | Получено слишком много сущностей из Викиданные. Количество загруженных сущностей: 500/500. |
| 74  | Подольхи           | хутор   | Получено слишком много сущностей из Викиданные. Количество загруженных сущностей: 500/500. |
| 75  | Покрово-Михайловка | село    | Получено слишком много сущностей из Викиданные. Количество загруженных сущностей: 500/500. |
| 76  | Полевой            | посёлок | Получено слишком много сущностей из Викиданные. Количество загруженных сущностей: 500/500. |
| 77  | Попасный           | хутор   | Получено слишком много сущностей из Викиданные. Количество загруженных сущностей: 500/500. |
| 78  | Прибрежный         | посёлок | Получено слишком много сущностей из Викиданные. Количество загруженных сущностей: 500/500. |
| 79  | Проточный          | хутор   | Получено слишком много сущностей из Викиданные. Количество загруженных сущностей: 500/500. |
| 80  | Прудки             | хутор   | Получено слишком много сущностей из Викиданные. Количество загруженных сущностей: 500/500. |
| 81  | Пустынка           | хутор   | Получено слишком много сущностей из Викиданные. Количество загруженных сущностей: 500/500. |
| 82  | Развильный         | хутор   | Получено слишком много сущностей из Викиданные. Количество загруженных сущностей: 500/500. |
| 83  | Редкодуб           | хутор   | Получено слишком много сущностей из Викиданные. Количество загруженных сущностей: 500/500. |
| 84  | Рудный             | посёлок | Получено слишком много сущностей из Викиданные. Количество загруженных сущностей: 500/500. |
| 85  | Сабельный          | хутор   | Получено слишком много сущностей из Викиданные. Количество загруженных сущностей: 500/500. |
| 86  | Севальный          | хутор   | Получено слишком много сущностей из Викиданные. Количество загруженных сущностей: 500/500. |
| 87  | Семёновка          | село    | Получено слишком много сущностей из Викиданные. Количество загруженных сущностей: 500/500. |
| 88  | Серебрянка         | село    | Получено слишком много сущностей из Викиданные. Количество загруженных сущностей: 500/500. |
| 89  | Симоновка          | хутор   | Получено слишком много сущностей из Викиданные. Количество загруженных сущностей: 500/500. |
| 90  | Скрынников         | хутор   | Получено слишком много сущностей из Викиданные. Количество загруженных сущностей: 500/500. |
| 91  | Слоновка           | село    | Получено слишком много сущностей из Викиданные. Количество загруженных сущностей: 500/500. |
| 92  | Соколовка          | хутор   | Получено слишком много сущностей из Викиданные. Количество загруженных сущностей: 500/500. |
| 93  | Солонец-Поляна     | село    | Получено слишком много сущностей из Викиданные. Количество загруженных сущностей: 500/500. |
| 94  | Старая Безгинка    | село    | Получено слишком много сущностей из Викиданные. Количество загруженных сущностей: 500/500. |
| 95  | Тереховка          | хутор   | Получено слишком много сущностей из Викиданные. Количество загруженных сущностей: 500/500. |
| 96  | Таволжанка         | село    | Получено слишком много сущностей из Викиданные. Количество загруженных сущностей: 500/500. |
| 97  | Тростенец          | село    | Получено слишком много сущностей из Викиданные. Количество загруженных сущностей: 500/500. |
| 98  | Фироновка          | хутор   | Получено слишком много сущностей из Викиданные. Количество загруженных сущностей: 500/500. |
| 99  | Холки              | хутор   | Получено слишком много сущностей из Викиданные. Количество загруженных сущностей: 500/500. |
| 100 | Чаусовка           | хутор   | Получено слишком много сущностей из Викиданные. Количество загруженных сущностей: 500/500. |
| 101 | Шараповка          | село    | Получено слишком много сущностей из Викиданные. Количество загруженных сущностей: 500/500. |
| 102 | Шевцов             | хутор   | Получено слишком много сущностей из Викиданные. Количество загруженных сущностей: 500/500. |
| 103 | Шуваевка           | хутор   | Получено слишком много сущностей из Викиданные. Количество загруженных сущностей: 500/500. |
| 104 | Яковлевка          | село    | Получено слишком много сущностей из Викиданные. Количество загруженных сущностей: 500/500. |
| 105 | Ямки               | хутор   | Получено слишком много сущностей из Викиданные. Количество загруженных сущностей: 500/500. |
| 106 | Ярское             | село    | Получено слишком много сущностей из Викиданные. Количество загруженных сущностей: 500/500. |

### Прохоровский
| №   | Населённый пункт  | Тип     | Население                                                                                  |
| --- | ----------------- | ------- | ------------------------------------------------------------------------------------------ |
| 1   | Авдеевка          | село    | Получено слишком много сущностей из Викиданные. Количество загруженных сущностей: 500/500. |
| 2   | Андреевка         | село    | Получено слишком много сущностей из Викиданные. Количество загруженных сущностей: 500/500. |
| 3   | Андреевка         | село    | Получено слишком много сущностей из Викиданные. Количество загруженных сущностей: 500/500. |
| 4   | Басенков          | хутор   | Получено слишком много сущностей из Викиданные. Количество загруженных сущностей: 500/500. |
| 5   | Беленихино        | село    | Получено слишком много сущностей из Викиданные. Количество загруженных сущностей: 500/500. |
| 6   | Береговое-Второе  | село    | Получено слишком много сущностей из Викиданные. Количество загруженных сущностей: 500/500. |
| 7   | Береговое-Первое  | село    | Получено слишком много сущностей из Викиданные. Количество загруженных сущностей: 500/500. |
| 8   | Березник          | хутор   | Получено слишком много сущностей из Викиданные. Количество загруженных сущностей: 500/500. |
| 9   | Бехтеевка         | хутор   | Получено слишком много сущностей из Викиданные. Количество загруженных сущностей: 500/500. |
| 10  | Боброво           | село    | Получено слишком много сущностей из Викиданные. Количество загруженных сущностей: 500/500. |
| 11  | Богдановка        | хутор   | Получено слишком много сущностей из Викиданные. Количество загруженных сущностей: 500/500. |
| 12  | Большое           | село    | Получено слишком много сущностей из Викиданные. Количество загруженных сущностей: 500/500. |
| 13  | Борисов           | хутор   | Получено слишком много сущностей из Викиданные. Количество загруженных сущностей: 500/500. |
| 14  | Бугровка          | хутор   | Получено слишком много сущностей из Викиданные. Количество загруженных сущностей: 500/500. |
| 15  | Васильев          | хутор   | Получено слишком много сущностей из Викиданные. Количество загруженных сущностей: 500/500. |
| 16  | Васильевка        | село    | Получено слишком много сущностей из Викиданные. Количество загруженных сущностей: 500/500. |
| 17  | Васильевка        | село    | Получено слишком много сущностей из Викиданные. Количество загруженных сущностей: 500/500. |
| 18  | Верин             | хутор   | Получено слишком много сущностей из Викиданные. Количество загруженных сущностей: 500/500. |
| 19  | Верхняя Гусынка   | хутор   | Получено слишком много сущностей из Викиданные. Количество загруженных сущностей: 500/500. |
| 20  | Верхняя Ольшанка  | хутор   | Получено слишком много сущностей из Викиданные. Количество загруженных сущностей: 500/500. |
| 21  | Вершина           | хутор   | Получено слишком много сущностей из Викиданные. Количество загруженных сущностей: 500/500. |
| 22  | Весёлый           | хутор   | Получено слишком много сущностей из Викиданные. Количество загруженных сущностей: 500/500. |
| 23  | Виноградовка      | хутор   | Получено слишком много сущностей из Викиданные. Количество загруженных сущностей: 500/500. |
| 24  | Высокий           | хутор   | Получено слишком много сущностей из Викиданные. Количество загруженных сущностей: 500/500. |
| 25  | Высыпной          | хутор   | Получено слишком много сущностей из Викиданные. Количество загруженных сущностей: 500/500. |
| 26  | Вязовое           | село    | Получено слишком много сущностей из Викиданные. Количество загруженных сущностей: 500/500. |
| 27  | Гагарино          | село    | Получено слишком много сущностей из Викиданные. Количество загруженных сущностей: 500/500. |
| 28  | Гаюры             | хутор   | Получено слишком много сущностей из Викиданные. Количество загруженных сущностей: 500/500. |
| 29  | Глушки            | хутор   | Получено слишком много сущностей из Викиданные. Количество загруженных сущностей: 500/500. |
| 30  | Гнездиловка       | село    | Получено слишком много сущностей из Викиданные. Количество загруженных сущностей: 500/500. |
| 31  | Горелинка         | хутор   | Получено слишком много сущностей из Викиданные. Количество загруженных сущностей: 500/500. |
| 32  | Гремучий          | хутор   | Получено слишком много сущностей из Викиданные. Количество загруженных сущностей: 500/500. |
| 33  | Григорьевка       | хутор   | Получено слишком много сущностей из Викиданные. Количество загруженных сущностей: 500/500. |
| 34  | Грушки-Вторые     | хутор   | Получено слишком много сущностей из Викиданные. Количество загруженных сущностей: 500/500. |
| 35  | Грушки-Первые     | хутор   | Получено слишком много сущностей из Викиданные. Количество загруженных сущностей: 500/500. |
| 36  | Грязное           | село    | Получено слишком много сущностей из Викиданные. Количество загруженных сущностей: 500/500. |
| 37  | Гусек-Погореловка | село    | Получено слишком много сущностей из Викиданные. Количество загруженных сущностей: 500/500. |
| 38  | Долгий            | хутор   | Получено слишком много сущностей из Викиданные. Количество загруженных сущностей: 500/500. |
| 39  | Домановка         | село    | Получено слишком много сущностей из Викиданные. Количество загруженных сущностей: 500/500. |
| 40  | Донец             | село    | Получено слишком много сущностей из Викиданные. Количество загруженных сущностей: 500/500. |
| 41  | Дубовый           | хутор   | Получено слишком много сущностей из Викиданные. Количество загруженных сущностей: 500/500. |
| 42  | Думное            | хутор   | Получено слишком много сущностей из Викиданные. Количество загруженных сущностей: 500/500. |
| 43  | Жилин             | хутор   | Получено слишком много сущностей из Викиданные. Количество загруженных сущностей: 500/500. |
| 44  | Жимолостное       | село    | Получено слишком много сущностей из Викиданные. Количество загруженных сущностей: 500/500. |
| 45  | Журавка-Вторая    | село    | Получено слишком много сущностей из Викиданные. Количество загруженных сущностей: 500/500. |
| 46  | Журавка-Первая    | село    | Получено слишком много сущностей из Викиданные. Количество загруженных сущностей: 500/500. |
| 47  | Зарницы           | хутор   | Получено слишком много сущностей из Викиданные. Количество загруженных сущностей: 500/500. |
| 48  | Зелёный           | хутор   | Получено слишком много сущностей из Викиданные. Количество загруженных сущностей: 500/500. |
| 49  | Ивановка          | село    | Получено слишком много сущностей из Викиданные. Количество загруженных сущностей: 500/500. |
| 50  | Казачье           | село    | Получено слишком много сущностей из Викиданные. Количество загруженных сущностей: 500/500. |
| 51  | Калинин           | хутор   | Получено слишком много сущностей из Викиданные. Количество загруженных сущностей: 500/500. |
| 52  | Камышевка         | село    | Получено слишком много сущностей из Викиданные. Количество загруженных сущностей: 500/500. |
| 53  | Карташёвка        | село    | Получено слишком много сущностей из Викиданные. Количество загруженных сущностей: 500/500. |
| 54  | Клиновый          | хутор   | Получено слишком много сущностей из Викиданные. Количество загруженных сущностей: 500/500. |
| 55  | Кожанов           | хутор   | Получено слишком много сущностей из Викиданные. Количество загруженных сущностей: 500/500. |
| 56  | Коломыцево        | село    | Получено слишком много сущностей из Викиданные. Количество загруженных сущностей: 500/500. |
| 57  | Комсомольский     | посёлок | Получено слишком много сущностей из Викиданные. Количество загруженных сущностей: 500/500. |
| 58  | Кондровка         | село    | Получено слишком много сущностей из Викиданные. Количество загруженных сущностей: 500/500. |
| 59  | Кострома          | село    | Получено слишком много сущностей из Викиданные. Количество загруженных сущностей: 500/500. |
| 60  | Косьминка         | село    | Получено слишком много сущностей из Викиданные. Количество загруженных сущностей: 500/500. |
| 61  | Красное           | село    | Получено слишком много сущностей из Викиданные. Количество загруженных сущностей: 500/500. |
| 62  | Красное Знамя     | хутор   | Получено слишком много сущностей из Викиданные. Количество загруженных сущностей: 500/500. |
| 63  | Кривошеевка       | село    | Получено слишком много сущностей из Викиданные. Количество загруженных сущностей: 500/500. |
| 64  | Кривые Балки      | село    | Получено слишком много сущностей из Викиданные. Количество загруженных сущностей: 500/500. |
| 65  | Кугутки           | хутор   | Получено слишком много сущностей из Викиданные. Количество загруженных сущностей: 500/500. |
| 66  | Кудрин            | хутор   | Получено слишком много сущностей из Викиданные. Количество загруженных сущностей: 500/500. |
| 67  | Кураковка         | хутор   | Получено слишком много сущностей из Викиданные. Количество загруженных сущностей: 500/500. |
| 68  | Лески             | село    | Получено слишком много сущностей из Викиданные. Количество загруженных сущностей: 500/500. |
| 69  | Липовка           | хутор   | Получено слишком много сущностей из Викиданные. Количество загруженных сущностей: 500/500. |
| 70  | Лисички           | хутор   | Получено слишком много сущностей из Викиданные. Количество загруженных сущностей: 500/500. |
| 71  | Лучки             | село    | Получено слишком много сущностей из Викиданные. Количество загруженных сущностей: 500/500. |
| 72  | Львов             | хутор   | Получено слишком много сущностей из Викиданные. Количество загруженных сущностей: 500/500. |
| 73  | Малояблоново      | село    | Получено слишком много сущностей из Викиданные. Количество загруженных сущностей: 500/500. |
| 74  | Малые Маячки      | село    | Получено слишком много сущностей из Викиданные. Количество загруженных сущностей: 500/500. |
| 75  | Масловка          | село    | Получено слишком много сущностей из Викиданные. Количество загруженных сущностей: 500/500. |
| 76  | Мироновка         | хутор   | Получено слишком много сущностей из Викиданные. Количество загруженных сущностей: 500/500. |
| 77  | Михайловка        | село    | Получено слишком много сущностей из Викиданные. Количество загруженных сущностей: 500/500. |
| 78  | Мочаки            | хутор   | Получено слишком много сущностей из Викиданные. Количество загруженных сущностей: 500/500. |
| 79  | Мочаки-Первые     | хутор   | Получено слишком много сущностей из Викиданные. Количество загруженных сущностей: 500/500. |
| 80  | Нечаевка          | село    | Получено слишком много сущностей из Викиданные. Количество загруженных сущностей: 500/500. |
| 81  | Нива              | хутор   | Получено слишком много сущностей из Викиданные. Количество загруженных сущностей: 500/500. |
| 82  | Нижняя Гусынка    | хутор   | Получено слишком много сущностей из Викиданные. Количество загруженных сущностей: 500/500. |
| 83  | Новосёловка       | хутор   | Получено слишком много сущностей из Викиданные. Количество загруженных сущностей: 500/500. |
| 84  | Новосёловка       | село    | Получено слишком много сущностей из Викиданные. Количество загруженных сущностей: 500/500. |
| 85  | Озеровский        | хутор   | #Н/Д                                                                                       |
| 86  | Перелески         | хутор   | Получено слишком много сущностей из Викиданные. Количество загруженных сущностей: 500/500. |
| 87  | Петровка          | село    | Получено слишком много сущностей из Викиданные. Количество загруженных сущностей: 500/500. |
| 88  | Петровка          | село    | Получено слишком много сущностей из Викиданные. Количество загруженных сущностей: 500/500. |
| 89  | Петровский        | хутор   | Получено слишком много сущностей из Викиданные. Количество загруженных сущностей: 500/500. |
| 90  | Плоский           | хутор   | Получено слишком много сущностей из Викиданные. Количество загруженных сущностей: 500/500. |
| 91  | Плота             | село    | Получено слишком много сущностей из Викиданные. Количество загруженных сущностей: 500/500. |
| 92  | Плющины           | село    | Получено слишком много сущностей из Викиданные. Количество загруженных сущностей: 500/500. |
| 93  | Подольхи          | село    | Получено слишком много сущностей из Викиданные. Количество загруженных сущностей: 500/500. |
| 94  | Подъяруги         | село    | Получено слишком много сущностей из Викиданные. Количество загруженных сущностей: 500/500. |
| 95  | Политотдельский   | посёлок | Получено слишком много сущностей из Викиданные. Количество загруженных сущностей: 500/500. |
| 96  | Правороть         | село    | Получено слишком много сущностей из Викиданные. Количество загруженных сущностей: 500/500. |
| 97  | Прелестное        | село    | Получено слишком много сущностей из Викиданные. Количество загруженных сущностей: 500/500. |
| 98  | Пригорки          | хутор   | Получено слишком много сущностей из Викиданные. Количество загруженных сущностей: 500/500. |
| 99  | Призначное        | село    | Получено слишком много сущностей из Викиданные. Количество загруженных сущностей: 500/500. |
| 100 | Прохоровка        | пгт     | Получено слишком много сущностей из Викиданные. Количество загруженных сущностей: 500/500. |
| 101 | Радьковка         | село    | Получено слишком много сущностей из Викиданные. Количество загруженных сущностей: 500/500. |
| 102 | Раисовка          | село    | Получено слишком много сущностей из Викиданные. Количество загруженных сущностей: 500/500. |
| 103 | Редкодуб          | хутор   | Получено слишком много сущностей из Викиданные. Количество загруженных сущностей: 500/500. |
| 104 | Ржавец            | село    | Получено слишком много сущностей из Викиданные. Количество загруженных сущностей: 500/500. |
| 105 | Рындинка          | хутор   | Получено слишком много сущностей из Викиданные. Количество загруженных сущностей: 500/500. |
| 106 | Сагайдачное       | село    | Получено слишком много сущностей из Викиданные. Количество загруженных сущностей: 500/500. |
| 107 | Сеймица           | село    | Получено слишком много сущностей из Викиданные. Количество загруженных сущностей: 500/500. |
| 108 | Сергиевка         | село    | Получено слишком много сущностей из Викиданные. Количество загруженных сущностей: 500/500. |
| 109 | Сетное            | село    | Получено слишком много сущностей из Викиданные. Количество загруженных сущностей: 500/500. |
| 110 | Скоровка          | хутор   | Получено слишком много сущностей из Викиданные. Количество загруженных сущностей: 500/500. |
| 111 | Соколовка         | хутор   | Получено слишком много сущностей из Викиданные. Количество загруженных сущностей: 500/500. |
| 112 | Средняя Ольшанка  | хутор   | Получено слишком много сущностей из Викиданные. Количество загруженных сущностей: 500/500. |
| 113 | Сторожевое-Второе | хутор   | Получено слишком много сущностей из Викиданные. Количество загруженных сущностей: 500/500. |
| 114 | Сторожевое-Первое | хутор   | Получено слишком много сущностей из Викиданные. Количество загруженных сущностей: 500/500. |
| 115 | Студёный          | хутор   | Получено слишком много сущностей из Викиданные. Количество загруженных сущностей: 500/500. |
| 116 | Суворово          | село    | Получено слишком много сущностей из Викиданные. Количество загруженных сущностей: 500/500. |
| 117 | Таранов           | хутор   | Получено слишком много сущностей из Викиданные. Количество загруженных сущностей: 500/500. |
| 118 | Тетеревино        | село    | Получено слишком много сущностей из Викиданные. Количество загруженных сущностей: 500/500. |
| 119 | Тихая Падина      | хутор   | Получено слишком много сущностей из Викиданные. Количество загруженных сущностей: 500/500. |
| 120 | Химичев           | хутор   | Получено слишком много сущностей из Викиданные. Количество загруженных сущностей: 500/500. |
| 121 | Холодное          | село    | Получено слишком много сущностей из Викиданные. Количество загруженных сущностей: 500/500. |
| 122 | Хороший           | хутор   | Получено слишком много сущностей из Викиданные. Количество загруженных сущностей: 500/500. |
| 123 | Храпочевка        | село    | Получено слишком много сущностей из Викиданные. Количество загруженных сущностей: 500/500. |
| 124 | Царьков           | хутор   | Получено слишком много сущностей из Викиданные. Количество загруженных сущностей: 500/500. |
| 125 | Цыгулёв           | хутор   | Получено слишком много сущностей из Викиданные. Количество загруженных сущностей: 500/500. |
| 126 | Цыгули            | хутор   | Получено слишком много сущностей из Викиданные. Количество загруженных сущностей: 500/500. |
| 127 | Черновка          | хутор   | Получено слишком много сущностей из Викиданные. Количество загруженных сущностей: 500/500. |
| 128 | Шахово            | село    | Получено слишком много сущностей из Викиданные. Количество загруженных сущностей: 500/500. |
| 129 | Широкий           | хутор   | Получено слишком много сущностей из Викиданные. Количество загруженных сущностей: 500/500. |
| 130 | Широкий           | хутор   | Получено слишком много сущностей из Викиданные. Количество загруженных сущностей: 500/500. |
| 131 | Щелоково          | село    | Получено слишком много сущностей из Викиданные. Количество загруженных сущностей: 500/500. |
| 132 | Юдинка            | село    | Получено слишком много сущностей из Викиданные. Количество загруженных сущностей: 500/500. |
| 133 | Ямки              | хутор   | Получено слишком много сущностей из Викиданные. Количество загруженных сущностей: 500/500. |
| 134 | Ясная Поляна      | хутор   | Получено слишком много сущностей из Викиданные. Количество загруженных сущностей: 500/500. |
| 135 | Ясная Поляна      | хутор   | Получено слишком много сущностей из Викиданные. Количество загруженных сущностей: 500/500. |

### Ровеньский
| №  | Населённый пункт   | Тип   | Население                                                                                  |
| -- | ------------------ | ----- | ------------------------------------------------------------------------------------------ |
| 1  | Айдар              | село  | Получено слишком много сущностей из Викиданные. Количество загруженных сущностей: 500/500. |
| 2  | Барсучье           | село  | Получено слишком много сущностей из Викиданные. Количество загруженных сущностей: 500/500. |
| 3  | Бережный           | хутор | Получено слишком много сущностей из Викиданные. Количество загруженных сущностей: 500/500. |
| 4  | Верхняя Серебрянка | село  | Получено слишком много сущностей из Викиданные. Количество загруженных сущностей: 500/500. |
| 5  | Всесвятка          | село  | Получено слишком много сущностей из Викиданные. Количество загруженных сущностей: 500/500. |
| 6  | Двуреченка         | хутор | Получено слишком много сущностей из Викиданные. Количество загруженных сущностей: 500/500. |
| 7  | Ерёмовка           | село  | Получено слишком много сущностей из Викиданные. Количество загруженных сущностей: 500/500. |
| 8  | Жабское            | село  | Получено слишком много сущностей из Викиданные. Количество загруженных сущностей: 500/500. |
| 9  | Зубков             | хутор | Получено слишком много сущностей из Викиданные. Количество загруженных сущностей: 500/500. |
| 10 | Ивановка           | село  | Получено слишком много сущностей из Викиданные. Количество загруженных сущностей: 500/500. |
| 11 | Калиниченково      | село  | Получено слишком много сущностей из Викиданные. Количество загруженных сущностей: 500/500. |
| 12 | Клименково         | село  | Получено слишком много сущностей из Викиданные. Количество загруженных сущностей: 500/500. |
| 13 | Клиновый           | хутор | Получено слишком много сущностей из Викиданные. Количество загруженных сущностей: 500/500. |
| 14 | Копанки            | село  | Получено слишком много сущностей из Викиданные. Количество загруженных сущностей: 500/500. |
| 15 | Крутой             | хутор | Получено слишком много сущностей из Викиданные. Количество загруженных сущностей: 500/500. |
| 16 | Кучугуры           | хутор | Получено слишком много сущностей из Викиданные. Количество загруженных сущностей: 500/500. |
| 17 | Ладомировка        | село  | Получено слишком много сущностей из Викиданные. Количество загруженных сущностей: 500/500. |
| 18 | Лимарев            | хутор | Получено слишком много сущностей из Викиданные. Количество загруженных сущностей: 500/500. |
| 19 | Лихолобов          | хутор | Получено слишком много сущностей из Викиданные. Количество загруженных сущностей: 500/500. |
| 20 | Лозная             | село  | Получено слишком много сущностей из Викиданные. Количество загруженных сущностей: 500/500. |
| 21 | Лозовое            | село  | Получено слишком много сущностей из Викиданные. Количество загруженных сущностей: 500/500. |
| 22 | Максименково       | хутор | Получено слишком много сущностей из Викиданные. Количество загруженных сущностей: 500/500. |
| 23 | Мартынцы           | село  | Получено слишком много сущностей из Викиданные. Количество загруженных сущностей: 500/500. |
| 24 | Масловка           | село  | Получено слишком много сущностей из Викиданные. Количество загруженных сущностей: 500/500. |
| 25 | Нагольное          | село  | Получено слишком много сущностей из Викиданные. Количество загруженных сущностей: 500/500. |
| 26 | Нагорье            | село  | Получено слишком много сущностей из Викиданные. Количество загруженных сущностей: 500/500. |
| 27 | Нижняя Серебрянка  | село  | Получено слишком много сущностей из Викиданные. Количество загруженных сущностей: 500/500. |
| 28 | Никитин            | хутор | Получено слишком много сущностей из Викиданные. Количество загруженных сущностей: 500/500. |
| 29 | Новая Ивановка     | хутор | Получено слишком много сущностей из Викиданные. Количество загруженных сущностей: 500/500. |
| 30 | Новая Райгородка   | хутор | Получено слишком много сущностей из Викиданные. Количество загруженных сущностей: 500/500. |
| 31 | Новоалександровка  | село  | Получено слишком много сущностей из Викиданные. Количество загруженных сущностей: 500/500. |
| 32 | Озёрный            | хутор | Получено слишком много сущностей из Викиданные. Количество загруженных сущностей: 500/500. |
| 33 | Пристень           | село  | Получено слишком много сущностей из Викиданные. Количество загруженных сущностей: 500/500. |
| 34 | Ржевка             | село  | Получено слишком много сущностей из Викиданные. Количество загруженных сущностей: 500/500. |
| 35 | Ровеньки           | пгт   | Получено слишком много сущностей из Викиданные. Количество загруженных сущностей: 500/500. |
| 36 | Саловка            | хутор | Получено слишком много сущностей из Викиданные. Количество загруженных сущностей: 500/500. |
| 37 | Свистовка          | село  | Получено слишком много сущностей из Викиданные. Количество загруженных сущностей: 500/500. |
| 38 | Сидоров            | хутор | Получено слишком много сущностей из Викиданные. Количество загруженных сущностей: 500/500. |
| 39 | Солонцы            | хутор | Получено слишком много сущностей из Викиданные. Количество загруженных сущностей: 500/500. |
| 40 | Старая Ивановка    | хутор | Получено слишком много сущностей из Викиданные. Количество загруженных сущностей: 500/500. |
| 41 | Старая Райгородка  | хутор | Получено слишком много сущностей из Викиданные. Количество загруженных сущностей: 500/500. |
| 42 | Стенки             | хутор | Получено слишком много сущностей из Викиданные. Количество загруженных сущностей: 500/500. |
| 43 | Фомина             | хутор | Получено слишком много сущностей из Викиданные. Количество загруженных сущностей: 500/500. |
| 44 | Харьковское        | село  | Получено слишком много сущностей из Викиданные. Количество загруженных сущностей: 500/500. |
| 45 | Чуфинов            | хутор | Получено слишком много сущностей из Викиданные. Количество загруженных сущностей: 500/500. |
| 46 | Шевцов             | хутор | Получено слишком много сущностей из Викиданные. Количество загруженных сущностей: 500/500. |
| 47 | Широконь           | хутор | Получено слишком много сущностей из Викиданные. Количество загруженных сущностей: 500/500. |
| 48 | Шияны              | хутор | Получено слишком много сущностей из Викиданные. Количество загруженных сущностей: 500/500. |
| 49 | Ямки               | хутор | Получено слишком много сущностей из Викиданные. Количество загруженных сущностей: 500/500. |
| 50 | Ясены              | село  | Получено слишком много сущностей из Викиданные. Количество загруженных сущностей: 500/500. |

### Старооскольский (Старооскольский городской округ)[8]
| №        | Населённый пункт           | Тип     | Население                                                                                  |
| -------- | -------------------------- | ------- | ------------------------------------------------------------------------------------------ |
| 1e-06    | Город областного значения  |         |                                                                                            |
| 1        | Старый Оскол               | город   | Получено слишком много сущностей из Викиданные. Количество загруженных сущностей: 500/500. |
| 1.000002 | Сельские населённые пункты |         |                                                                                            |
| 2        | Анпиловка                  | село    | Получено слишком много сущностей из Викиданные. Количество загруженных сущностей: 500/500. |
| 3        | Архангельское              | село    | Получено слишком много сущностей из Викиданные. Количество загруженных сущностей: 500/500. |
| 4        | Бабанинка                  | село    | Получено слишком много сущностей из Викиданные. Количество загруженных сущностей: 500/500. |
| 5        | Боровая                    | село    | Получено слишком много сущностей из Викиданные. Количество загруженных сущностей: 500/500. |
| 6        | Бочаровка                  | село    | Получено слишком много сущностей из Викиданные. Количество загруженных сущностей: 500/500. |
| 7        | Великий Перевоз            | село    | Получено слишком много сущностей из Викиданные. Количество загруженных сущностей: 500/500. |
| 8        | Верхне-Атаманское          | село    | Получено слишком много сущностей из Викиданные. Количество загруженных сущностей: 500/500. |
| 9        | Верхне-Чуфичево            | село    | Получено слишком много сущностей из Викиданные. Количество загруженных сущностей: 500/500. |
| 10       | Владимировка               | село    | Получено слишком много сущностей из Викиданные. Количество загруженных сущностей: 500/500. |
| 11       | Воротниково                | село    | Получено слишком много сущностей из Викиданные. Количество загруженных сущностей: 500/500. |
| 12       | Выползово                  | село    | Получено слишком много сущностей из Викиданные. Количество загруженных сущностей: 500/500. |
| 13       | Высокий                    | хутор   | Получено слишком много сущностей из Викиданные. Количество загруженных сущностей: 500/500. |
| 14       | Глушковка                  | хутор   | Получено слишком много сущностей из Викиданные. Количество загруженных сущностей: 500/500. |
| 15       | Голофеевка                 | село    | Получено слишком много сущностей из Викиданные. Количество загруженных сущностей: 500/500. |
| 16       | Городище                   | село    | Получено слишком много сущностей из Викиданные. Количество загруженных сущностей: 500/500. |
| 17       | Готовье                    | село    | Получено слишком много сущностей из Викиданные. Количество загруженных сущностей: 500/500. |
| 18       | Гриневка                   | хутор   | Получено слишком много сущностей из Викиданные. Количество загруженных сущностей: 500/500. |
| 19       | Дмитриевка                 | село    | Получено слишком много сущностей из Викиданные. Количество загруженных сущностей: 500/500. |
| 20       | Долгая Поляна              | село    | Получено слишком много сущностей из Викиданные. Количество загруженных сущностей: 500/500. |
| 21       | Змеевка                    | хутор   | Получено слишком много сущностей из Викиданные. Количество загруженных сущностей: 500/500. |
| 22       | Знаменка                   | село    | Получено слишком много сущностей из Викиданные. Количество загруженных сущностей: 500/500. |
| 23       | Ивановка                   | село    | Получено слишком много сущностей из Викиданные. Количество загруженных сущностей: 500/500. |
| 24       | Игнатовка                  | хутор   | Получено слишком много сущностей из Викиданные. Количество загруженных сущностей: 500/500. |
| 25       | Ильины                     | хутор   | Получено слишком много сущностей из Викиданные. Количество загруженных сущностей: 500/500. |
| 26       | Казачок                    | село    | Получено слишком много сущностей из Викиданные. Количество загруженных сущностей: 500/500. |
| 27       | Каплино                    | село    | Получено слишком много сущностей из Викиданные. Количество загруженных сущностей: 500/500. |
| 28       | Котеневка                  | село    | Получено слишком много сущностей из Викиданные. Количество загруженных сущностей: 500/500. |
| 29       | Котово                     | село    | Получено слишком много сущностей из Викиданные. Количество загруженных сущностей: 500/500. |
| 30       | Крутое                     | село    | Получено слишком много сущностей из Викиданные. Количество загруженных сущностей: 500/500. |
| 31       | Курское                    | село    | Получено слишком много сущностей из Викиданные. Количество загруженных сущностей: 500/500. |
| 32       | Лапыгино                   | село    | Получено слишком много сущностей из Викиданные. Количество загруженных сущностей: 500/500. |
| 33       | Липяги                     | хутор   | Получено слишком много сущностей из Викиданные. Количество загруженных сущностей: 500/500. |
| 34       | Логвиновка                 | посёлок | Получено слишком много сущностей из Викиданные. Количество загруженных сущностей: 500/500. |
| 35       | Луганка                    | село    | Получено слишком много сущностей из Викиданные. Количество загруженных сущностей: 500/500. |
| 36       | Малый Присынок             | посёлок | Получено слишком много сущностей из Викиданные. Количество загруженных сущностей: 500/500. |
| 37       | Менжулюк                   | хутор   | Получено слишком много сущностей из Викиданные. Количество загруженных сущностей: 500/500. |
| 38       | Монаково                   | село    | Получено слишком много сущностей из Викиданные. Количество загруженных сущностей: 500/500. |
| 39       | Набокино                   | посёлок | Получено слишком много сущностей из Викиданные. Количество загруженных сущностей: 500/500. |
| 40       | Нагольное                  | село    | Получено слишком много сущностей из Викиданные. Количество загруженных сущностей: 500/500. |
| 41       | Незнамово                  | село    | Получено слишком много сущностей из Викиданные. Количество загруженных сущностей: 500/500. |
| 42       | Нижне-Чуфичево             | село    | Получено слишком много сущностей из Викиданные. Количество загруженных сущностей: 500/500. |
| 43       | Нижнеатаманское            | село    | Получено слишком много сущностей из Викиданные. Количество загруженных сущностей: 500/500. |
| 44       | Николаевка                 | село    | Получено слишком много сущностей из Викиданные. Количество загруженных сущностей: 500/500. |
| 45       | Николаевка                 | село    | Получено слишком много сущностей из Викиданные. Количество загруженных сущностей: 500/500. |
| 46       | Новиково                   | село    | Получено слишком много сущностей из Викиданные. Количество загруженных сущностей: 500/500. |
| 47       | Новоалександровка          | село    | Получено слишком много сущностей из Викиданные. Количество загруженных сущностей: 500/500. |
| 48       | Новая Деревня              | хутор   | Получено слишком много сущностей из Викиданные. Количество загруженных сущностей: 500/500. |
| 49       | Новокладовое               | село    | Получено слишком много сущностей из Викиданные. Количество загруженных сущностей: 500/500. |
| 50       | Новониколаевка             | село    | Получено слишком много сущностей из Викиданные. Количество загруженных сущностей: 500/500. |
| 51       | Новоселовка                | село    | Получено слишком много сущностей из Викиданные. Количество загруженных сущностей: 500/500. |
| 52       | Обуховка                   | село    | Получено слишком много сущностей из Викиданные. Количество загруженных сущностей: 500/500. |
| 53       | Озерки                     | село    | Получено слишком много сущностей из Викиданные. Количество загруженных сущностей: 500/500. |
| 54       | Окольное                   | село    | Получено слишком много сущностей из Викиданные. Количество загруженных сущностей: 500/500. |
| 55       | Пасечный                   | посёлок | Получено слишком много сущностей из Викиданные. Количество загруженных сущностей: 500/500. |
| 56       | Первомайский               | посёлок | Получено слишком много сущностей из Викиданные. Количество загруженных сущностей: 500/500. |
| 57       | Песочный                   | хутор   | Получено слишком много сущностей из Викиданные. Количество загруженных сущностей: 500/500. |
| 58       | Песчанка                   | село    | Получено слишком много сущностей из Викиданные. Количество загруженных сущностей: 500/500. |
| 59       | Петровский                 | посёлок | Получено слишком много сущностей из Викиданные. Количество загруженных сущностей: 500/500. |
| 60       | Плота                      | хутор   | Получено слишком много сущностей из Викиданные. Количество загруженных сущностей: 500/500. |
| 61       | Потудань                   | село    | Получено слишком много сущностей из Викиданные. Количество загруженных сущностей: 500/500. |
| 62       | Преображенка               | село    | Получено слишком много сущностей из Викиданные. Количество загруженных сущностей: 500/500. |
| 63       | Приосколье                 | село    | Получено слишком много сущностей из Викиданные. Количество загруженных сущностей: 500/500. |
| 64       | Прокудино                  | село    | Получено слишком много сущностей из Викиданные. Количество загруженных сущностей: 500/500. |
| 65       | Рекуновка                  | хутор   | Получено слишком много сущностей из Викиданные. Количество загруженных сущностей: 500/500. |
| 66       | Роговатое                  | село    | Получено слишком много сущностей из Викиданные. Количество загруженных сущностей: 500/500. |
| 67       | Сергеевка                  | село    | Получено слишком много сущностей из Викиданные. Количество загруженных сущностей: 500/500. |
| 68       | Солдатское                 | село    | Получено слишком много сущностей из Викиданные. Количество загруженных сущностей: 500/500. |
| 69       | Сорокино                   | село    | Получено слишком много сущностей из Викиданные. Количество загруженных сущностей: 500/500. |
| 70       | Сумароков                  | хутор   | Получено слишком много сущностей из Викиданные. Количество загруженных сущностей: 500/500. |
| 71       | Терехово                   | село    | Получено слишком много сущностей из Викиданные. Количество загруженных сущностей: 500/500. |
| 72       | Терновое                   | село    | Получено слишком много сущностей из Викиданные. Количество загруженных сущностей: 500/500. |
| 73       | Федосеевка                 | село    | Получено слишком много сущностей из Викиданные. Количество загруженных сущностей: 500/500. |
| 74       | Хорошилово                 | село    | Получено слишком много сущностей из Викиданные. Количество загруженных сущностей: 500/500. |
| 75       | Черниково                  | село    | Получено слишком много сущностей из Викиданные. Количество загруженных сущностей: 500/500. |
| 76       | Чужиково                   | село    | Получено слишком много сущностей из Викиданные. Количество загруженных сущностей: 500/500. |
| 77       | Чумаки                     | хутор   | Получено слишком много сущностей из Викиданные. Количество загруженных сущностей: 500/500. |
| 78       | Шаталовка                  | село    | Получено слишком много сущностей из Викиданные. Количество загруженных сущностей: 500/500. |
| 79       | Шмарное                    | село    | Получено слишком много сущностей из Викиданные. Количество загруженных сущностей: 500/500. |

### Чернянский
| №  | Населённый пункт | Тип     | Население                                                                                  |
| -- | ---------------- | ------- | ------------------------------------------------------------------------------------------ |
| 1  | Александровка    | село    | Получено слишком много сущностей из Викиданные. Количество загруженных сущностей: 500/500. |
| 2  | Алпеевка         | хутор   | Получено слишком много сущностей из Викиданные. Количество загруженных сущностей: 500/500. |
| 3  | Андреевка        | село    | Получено слишком много сущностей из Викиданные. Количество загруженных сущностей: 500/500. |
| 4  | Бабанино         | хутор   | Получено слишком много сущностей из Викиданные. Количество загруженных сущностей: 500/500. |
| 5  | Баклановка       | село    | Получено слишком много сущностей из Викиданные. Количество загруженных сущностей: 500/500. |
| 6  | Большое          | село    | Получено слишком много сущностей из Викиданные. Количество загруженных сущностей: 500/500. |
| 7  | Бородин          | хутор   | Получено слишком много сущностей из Викиданные. Количество загруженных сущностей: 500/500. |
| 8  | Верхнее Кузькино | село    | Получено слишком много сущностей из Викиданные. Количество загруженных сущностей: 500/500. |
| 9  | Водяное          | хутор   | Получено слишком много сущностей из Викиданные. Количество загруженных сущностей: 500/500. |
| 10 | Волково          | село    | Получено слишком много сущностей из Викиданные. Количество загруженных сущностей: 500/500. |
| 11 | Волоконовка      | село    | Получено слишком много сущностей из Викиданные. Количество загруженных сущностей: 500/500. |
| 12 | Волотово         | село    | Получено слишком много сущностей из Викиданные. Количество загруженных сущностей: 500/500. |
| 13 | Воскресеновка    | село    | Получено слишком много сущностей из Викиданные. Количество загруженных сущностей: 500/500. |
| 14 | Долгая Яруга     | посёлок | Получено слишком много сущностей из Викиданные. Количество загруженных сущностей: 500/500. |
| 15 | Ездочное         | село    | Получено слишком много сущностей из Викиданные. Количество загруженных сущностей: 500/500. |
| 16 | Завалищено       | село    | Получено слишком много сущностей из Викиданные. Количество загруженных сущностей: 500/500. |
| 17 | Заречное         | хутор   | Получено слишком много сущностей из Викиданные. Количество загруженных сущностей: 500/500. |
| 18 | Захарово         | село    | Получено слишком много сущностей из Викиданные. Количество загруженных сущностей: 500/500. |
| 19 | Ковылено         | село    | Получено слишком много сущностей из Викиданные. Количество загруженных сущностей: 500/500. |
| 20 | Комаревцево      | село    | Получено слишком много сущностей из Викиданные. Количество загруженных сущностей: 500/500. |
| 21 | Кочегуры         | село    | Получено слишком много сущностей из Викиданные. Количество загруженных сущностей: 500/500. |
| 22 | Красная Звезда   | посёлок | Получено слишком много сущностей из Викиданные. Количество загруженных сущностей: 500/500. |
| 23 | Красная Поляна   | посёлок | Получено слишком много сущностей из Викиданные. Количество загруженных сущностей: 500/500. |
| 24 | Красный Выселок  | посёлок | Получено слишком много сущностей из Викиданные. Количество загруженных сущностей: 500/500. |
| 25 | Красный Остров   | посёлок | Получено слишком много сущностей из Викиданные. Количество загруженных сущностей: 500/500. |
| 26 | Ларисовка        | село    | Получено слишком много сущностей из Викиданные. Количество загруженных сущностей: 500/500. |
| 27 | Лозное           | село    | Получено слишком много сущностей из Викиданные. Количество загруженных сущностей: 500/500. |
| 28 | Лубяное-Первое   | село    | Получено слишком много сущностей из Викиданные. Количество загруженных сущностей: 500/500. |
| 29 | Малиново         | хутор   | Получено слишком много сущностей из Викиданные. Количество загруженных сущностей: 500/500. |
| 30 | Малотроицкое     | село    | Получено слишком много сущностей из Викиданные. Количество загруженных сущностей: 500/500. |
| 31 | Малый            | хутор   | Получено слишком много сущностей из Викиданные. Количество загруженных сущностей: 500/500. |
| 32 | Медвежье         | хутор   | Получено слишком много сущностей из Викиданные. Количество загруженных сущностей: 500/500. |
| 33 | Некрасовка       | посёлок | Получено слишком много сущностей из Викиданные. Количество загруженных сущностей: 500/500. |
| 34 | Новая Масловка   | село    | Получено слишком много сущностей из Викиданные. Количество загруженных сущностей: 500/500. |
| 35 | Новоречье        | село    | Получено слишком много сущностей из Викиданные. Количество загруженных сущностей: 500/500. |
| 36 | Новосёловка      | хутор   | Получено слишком много сущностей из Викиданные. Количество загруженных сущностей: 500/500. |
| 37 | Огибное          | село    | Получено слишком много сущностей из Викиданные. Количество загруженных сущностей: 500/500. |
| 38 | Окуни            | село    | Получено слишком много сущностей из Викиданные. Количество загруженных сущностей: 500/500. |
| 39 | Ольшанка         | село    | Получено слишком много сущностей из Викиданные. Количество загруженных сущностей: 500/500. |
| 40 | Орлик            | село    | Получено слишком много сущностей из Викиданные. Количество загруженных сущностей: 500/500. |
| 41 | Павловка         | село    | Получено слишком много сущностей из Викиданные. Количество загруженных сущностей: 500/500. |
| 42 | Петровский       | хутор   | Получено слишком много сущностей из Викиданные. Количество загруженных сущностей: 500/500. |
| 43 | Петропавловка    | село    | Получено слишком много сущностей из Викиданные. Количество загруженных сущностей: 500/500. |
| 44 | Прилепы          | село    | Получено слишком много сущностей из Викиданные. Количество загруженных сущностей: 500/500. |
| 45 | Проточное        | село    | Получено слишком много сущностей из Викиданные. Количество загруженных сущностей: 500/500. |
| 46 | Раевка           | хутор   | Получено слишком много сущностей из Викиданные. Количество загруженных сущностей: 500/500. |
| 47 | Русская Халань   | село    | Получено слишком много сущностей из Викиданные. Количество загруженных сущностей: 500/500. |
| 48 | Савенково        | село    | Получено слишком много сущностей из Викиданные. Количество загруженных сущностей: 500/500. |
| 49 | Славянка         | хутор   | Получено слишком много сущностей из Викиданные. Количество загруженных сущностей: 500/500. |
| 50 | Становое         | село    | Получено слишком много сущностей из Викиданные. Количество загруженных сущностей: 500/500. |
| 51 | Старохмелевое    | село    | Получено слишком много сущностей из Викиданные. Количество загруженных сущностей: 500/500. |
| 52 | Сукмановка       | хутор   |                                                                                            |
| 53 | Сухая Ольшанка   | село    | Получено слишком много сущностей из Викиданные. Количество загруженных сущностей: 500/500. |
| 54 | Хитрово          | село    | Получено слишком много сущностей из Викиданные. Количество загруженных сущностей: 500/500. |
| 55 | Холки            | село    | Получено слишком много сущностей из Викиданные. Количество загруженных сущностей: 500/500. |
| 56 | Чернянка         | пгт     | Получено слишком много сущностей из Викиданные. Количество загруженных сущностей: 500/500. |
| 57 | Шляховое         | хутор   | Получено слишком много сущностей из Викиданные. Количество загруженных сущностей: 500/500. |
| 58 | Яблоново         | хутор   | Получено слишком много сущностей из Викиданные. Количество загруженных сущностей: 500/500. |

### Шебекинский (Шебекинский городской округ)
| №        | Населённый пункт           | Тип     | Население                                                                                  |
| -------- | -------------------------- | ------- | ------------------------------------------------------------------------------------------ |
| 1e-06    | Город областного значения  |         |                                                                                            |
| 1        | Шебекино                   | город   | Получено слишком много сущностей из Викиданные. Количество загруженных сущностей: 500/500. |
| 1.000002 | Посёлок Маслова Пристань   |         |                                                                                            |
| 2        | Батрацкая Дача             | посёлок | Получено слишком много сущностей из Викиданные. Количество загруженных сущностей: 500/500. |
| 3        | Маслова Пристань           | пгт     | Получено слишком много сущностей из Викиданные. Количество загруженных сущностей: 500/500. |
| 4        | Гремячий                   | хутор   | Получено слишком много сущностей из Викиданные. Количество загруженных сущностей: 500/500. |
| 5        | Поляна                     | посёлок | Получено слишком много сущностей из Викиданные. Количество загруженных сущностей: 500/500. |
| 6        | Ржавец                     | хутор   | Получено слишком много сущностей из Викиданные. Количество загруженных сущностей: 500/500. |
| 6.000003 | Сельские населённые пункты |         |                                                                                            |
| 7        | Авиловка                   | село    | Получено слишком много сущностей из Викиданные. Количество загруженных сущностей: 500/500. |
| 8        | Александровка              | хутор   | Получено слишком много сущностей из Викиданные. Количество загруженных сущностей: 500/500. |
| 9        | Александровка              | село    | Получено слишком много сущностей из Викиданные. Количество загруженных сущностей: 500/500. |
| 10       | Александровский            | хутор   | Получено слишком много сущностей из Викиданные. Количество загруженных сущностей: 500/500. |
| 11       | Артельное                  | село    | Получено слишком много сущностей из Викиданные. Количество загруженных сущностей: 500/500. |
| 12       | Архангельское              | село    | Получено слишком много сущностей из Викиданные. Количество загруженных сущностей: 500/500. |
| 13       | Бабенков                   | хутор   | Получено слишком много сущностей из Викиданные. Количество загруженных сущностей: 500/500. |
| 14       | Балки                      | хутор   | Получено слишком много сущностей из Викиданные. Количество загруженных сущностей: 500/500. |
| 15       | Безлюдовка                 | село    | Получено слишком много сущностей из Викиданные. Количество загруженных сущностей: 500/500. |
| 16       | Белокриничный              | хутор   | Получено слишком много сущностей из Викиданные. Количество загруженных сущностей: 500/500. |
| 17       | Белый Колодезь             | село    | Получено слишком много сущностей из Викиданные. Количество загруженных сущностей: 500/500. |
| 18       | Белянка                    | село    | Получено слишком много сущностей из Викиданные. Количество загруженных сущностей: 500/500. |
| 19       | Бершаково                  | село    | Получено слишком много сущностей из Викиданные. Количество загруженных сущностей: 500/500. |
| 20       | Бессараб                   | хутор   | Получено слишком много сущностей из Викиданные. Количество загруженных сущностей: 500/500. |
| 21       | Большетроицкое             | село    | Получено слишком много сущностей из Викиданные. Количество загруженных сущностей: 500/500. |
| 22       | Большое Городище           | село    | Получено слишком много сущностей из Викиданные. Количество загруженных сущностей: 500/500. |
| 23       | Бондаренков                | хутор   | Получено слишком много сущностей из Викиданные. Количество загруженных сущностей: 500/500. |
| 24       | Борисовка                  | село    | Получено слишком много сущностей из Викиданные. Количество загруженных сущностей: 500/500. |
| 25       | Боровское                  | село    | Получено слишком много сущностей из Викиданные. Количество загруженных сущностей: 500/500. |
| 26       | Булановка                  | село    | Получено слишком много сущностей из Викиданные. Количество загруженных сущностей: 500/500. |
| 27       | Верхнеберезово             | село    | Получено слишком много сущностей из Викиданные. Количество загруженных сущностей: 500/500. |
| 28       | Вознесеновка               | село    | Получено слишком много сущностей из Викиданные. Количество загруженных сущностей: 500/500. |
| 29       | Гордюшкин                  | хутор   | Получено слишком много сущностей из Викиданные. Количество загруженных сущностей: 500/500. |
| 30       | Графовка                   | село    | Получено слишком много сущностей из Викиданные. Количество загруженных сущностей: 500/500. |
| 31       | Дмитриевка                 | село    | Получено слишком много сущностей из Викиданные. Количество загруженных сущностей: 500/500. |
| 32       | Доброе                     | село    | Получено слишком много сущностей из Викиданные. Количество загруженных сущностей: 500/500. |
| 33       | Дубовенька                 | хутор   | Получено слишком много сущностей из Викиданные. Количество загруженных сущностей: 500/500. |
| 34       | Желобок                    | хутор   | Получено слишком много сущностей из Викиданные. Количество загруженных сущностей: 500/500. |
| 35       | Заводцы                    | село    | Получено слишком много сущностей из Викиданные. Количество загруженных сущностей: 500/500. |
| 36       | Заречье                    | хутор   | Получено слишком много сущностей из Викиданные. Количество загруженных сущностей: 500/500. |
| 37       | Зиборовка                  | село    | Получено слишком много сущностей из Викиданные. Количество загруженных сущностей: 500/500. |
| 38       | Зимовенька                 | село    | Получено слишком много сущностей из Викиданные. Количество загруженных сущностей: 500/500. |
| 39       | Зимовное                   | село    | Получено слишком много сущностей из Викиданные. Количество загруженных сущностей: 500/500. |
| 40       | Знаменка                   | хутор   | Получено слишком много сущностей из Викиданные. Количество загруженных сущностей: 500/500. |
| 41       | Ивановка                   | хутор   | Получено слишком много сущностей из Викиданные. Количество загруженных сущностей: 500/500. |
| 42       | Ивановка                   | село    | Получено слишком много сущностей из Викиданные. Количество загруженных сущностей: 500/500. |
| 43       | Караичное                  | село    | Получено слишком много сущностей из Викиданные. Количество загруженных сущностей: 500/500. |
| 44       | Козьмодемьяновка           | село    | Получено слишком много сущностей из Викиданные. Количество загруженных сущностей: 500/500. |
| 45       | Коровино                   | село    | Получено слишком много сущностей из Викиданные. Количество загруженных сущностей: 500/500. |
| 46       | Кошлаково                  | село    | Получено слишком много сущностей из Викиданные. Количество загруженных сущностей: 500/500. |
| 47       | Крапивное                  | село    | Получено слишком много сущностей из Викиданные. Количество загруженных сущностей: 500/500. |
| 48       | Красная Поляна             | село    | Получено слишком много сущностей из Викиданные. Количество загруженных сущностей: 500/500. |
| 49       | Красное                    | посёлок | Получено слишком много сущностей из Викиданные. Количество загруженных сущностей: 500/500. |
| 50       | Красный                    | хутор   | Получено слишком много сущностей из Викиданные. Количество загруженных сущностей: 500/500. |
| 51       | Крепацкий                  | хутор   | Получено слишком много сущностей из Викиданные. Количество загруженных сущностей: 500/500. |
| 52       | Купино                     | село    | Получено слишком много сущностей из Викиданные. Количество загруженных сущностей: 500/500. |
| 53       | Ленинский                  | посёлок | Получено слишком много сущностей из Викиданные. Количество загруженных сущностей: 500/500. |
| 54       | Максимовка                 | село    | Получено слишком много сущностей из Викиданные. Количество загруженных сущностей: 500/500. |
| 55       | Маломихайловка             | село    | Получено слишком много сущностей из Викиданные. Количество загруженных сущностей: 500/500. |
| 56       | Марьино                    | хутор   | Получено слишком много сущностей из Викиданные. Количество загруженных сущностей: 500/500. |
| 57       | Мешковое                   | село    | Получено слишком много сущностей из Викиданные. Количество загруженных сущностей: 500/500. |
| 58       | Муром                      | село    | Получено слишком много сущностей из Викиданные. Количество загруженных сущностей: 500/500. |
| 59       | Мухин                      | хутор   | Получено слишком много сущностей из Викиданные. Количество загруженных сущностей: 500/500. |
| 60       | Нежеголь                   | село    | Получено слишком много сущностей из Викиданные. Количество загруженных сущностей: 500/500. |
| 61       | Неклюдово                  | село    | Получено слишком много сущностей из Викиданные. Количество загруженных сущностей: 500/500. |
| 62       | Нехотеевка                 | село    | Получено слишком много сущностей из Викиданные. Количество загруженных сущностей: 500/500. |
| 63       | Нижнее Березово-Второе     | село    | Получено слишком много сущностей из Викиданные. Количество загруженных сущностей: 500/500. |
| 64       | Никольское                 | село    | Получено слишком много сущностей из Викиданные. Количество загруженных сущностей: 500/500. |
| 65       | Новая Заря                 | хутор   | Получено слишком много сущностей из Викиданные. Количество загруженных сущностей: 500/500. |
| 66       | Новая Таволжанка           | село    | Получено слишком много сущностей из Викиданные. Количество загруженных сущностей: 500/500. |
| 67       | Новый Путь                 | хутор   | Получено слишком много сущностей из Викиданные. Количество загруженных сущностей: 500/500. |
| 68       | Огнищево                   | село    | Получено слишком много сущностей из Викиданные. Количество загруженных сущностей: 500/500. |
| 69       | Осиновка                   | село    | Получено слишком много сущностей из Викиданные. Количество загруженных сущностей: 500/500. |
| 70       | Панков                     | хутор   | Получено слишком много сущностей из Викиданные. Количество загруженных сущностей: 500/500. |
| 71       | Пенцево                    | село    | Получено слишком много сущностей из Викиданные. Количество загруженных сущностей: 500/500. |
| 72       | Первое Цепляево            | село    | Получено слишком много сущностей из Викиданные. Количество загруженных сущностей: 500/500. |
| 73       | Первомайский               | посёлок | Получено слишком много сущностей из Викиданные. Количество загруженных сущностей: 500/500. |
| 74       | Петровка                   | хутор   | Получено слишком много сущностей из Викиданные. Количество загруженных сущностей: 500/500. |
| 75       | Поповка                    | село    | Получено слишком много сущностей из Викиданные. Количество загруженных сущностей: 500/500. |
| 76       | Пристень                   | хутор   | Получено слишком много сущностей из Викиданные. Количество загруженных сущностей: 500/500. |
| 77       | Пристень                   | село    | Получено слишком много сущностей из Викиданные. Количество загруженных сущностей: 500/500. |
| 78       | Протопоповка               | село    | Получено слишком много сущностей из Викиданные. Количество загруженных сущностей: 500/500. |
| 79       | Репное                     | село    | Получено слишком много сущностей из Викиданные. Количество загруженных сущностей: 500/500. |
| 80       | Ржевка                     | село    | Получено слишком много сущностей из Викиданные. Количество загруженных сущностей: 500/500. |
| 81       | Саввин                     | хутор   | Получено слишком много сущностей из Викиданные. Количество загруженных сущностей: 500/500. |
| 82       | Селишко                    | село    | Получено слишком много сущностей из Викиданные. Количество загруженных сущностей: 500/500. |
| 83       | Середа                     | село    | Получено слишком много сущностей из Викиданные. Количество загруженных сущностей: 500/500. |
| 84       | Стадников                  | хутор   | Получено слишком много сущностей из Викиданные. Количество загруженных сущностей: 500/500. |
| 85       | Стариково                  | село    | Получено слишком много сущностей из Викиданные. Количество загруженных сущностей: 500/500. |
| 86       | Старовщина                 | село    | Получено слишком много сущностей из Викиданные. Количество загруженных сущностей: 500/500. |
| 87       | Стрелица-Вторая            | село    | Получено слишком много сущностей из Викиданные. Количество загруженных сущностей: 500/500. |
| 88       | Стрелица-Первая            | село    | Получено слишком много сущностей из Викиданные. Количество загруженных сущностей: 500/500. |
| 89       | Сурково                    | село    | Получено слишком много сущностей из Викиданные. Количество загруженных сущностей: 500/500. |
| 90       | Терезовка                  | село    | Получено слишком много сущностей из Викиданные. Количество загруженных сущностей: 500/500. |
| 91       | Терновое                   | село    | Получено слишком много сущностей из Викиданные. Количество загруженных сущностей: 500/500. |
| 92       | Титовка                    | село    | Получено слишком много сущностей из Викиданные. Количество загруженных сущностей: 500/500. |
| 93       | Тюрино                     | село    | Получено слишком много сущностей из Викиданные. Количество загруженных сущностей: 500/500. |
| 94       | Факовка                    | хутор   | Получено слишком много сущностей из Викиданные. Количество загруженных сущностей: 500/500. |
| 95       | Цепляево-Второе            | село    | Получено слишком много сущностей из Викиданные. Количество загруженных сущностей: 500/500. |
| 96       | Червона Дибровка           | село    | Получено слишком много сущностей из Викиданные. Количество загруженных сущностей: 500/500. |
| 97       | Чураево                    | село    | Получено слишком много сущностей из Викиданные. Количество загруженных сущностей: 500/500. |
| 98       | Шамино                     | посёлок | Получено слишком много сущностей из Викиданные. Количество загруженных сущностей: 500/500. |
| 99       | Шебекинский                | посёлок | Получено слишком много сущностей из Викиданные. Количество загруженных сущностей: 500/500. |
| 100      | Шемраевка                  | хутор   | Получено слишком много сущностей из Викиданные. Количество загруженных сущностей: 500/500. |
| 101      | Широкий                    | хутор   | Получено слишком много сущностей из Викиданные. Количество загруженных сущностей: 500/500. |
| 102      | Щигоревка                  | село    | Получено слишком много сущностей из Викиданные. Количество загруженных сущностей: 500/500. |
| 103      | Яблочково                  | село    | Получено слишком много сущностей из Викиданные. Количество загруженных сущностей: 500/500. |

### Яковлевский (Яковлевский городской округ)
| №  | Населённый пункт    | Тип     | Население                                                                                  |
| -- | ------------------- | ------- | ------------------------------------------------------------------------------------------ |
| 1  | Алексеевка          | село    | Получено слишком много сущностей из Викиданные. Количество загруженных сущностей: 500/500. |
| 2  | Бутово              | село    | Получено слишком много сущностей из Викиданные. Количество загруженных сущностей: 500/500. |
| 3  | Быковка             | село    | Получено слишком много сущностей из Викиданные. Количество загруженных сущностей: 500/500. |
| 4  | Верхний Ольшанец    | село    | Получено слишком много сущностей из Викиданные. Количество загруженных сущностей: 500/500. |
| 5  | Весёлый             | хутор   | Получено слишком много сущностей из Викиданные. Количество загруженных сущностей: 500/500. |
| 6  | Вислое              | село    | Получено слишком много сущностей из Викиданные. Количество загруженных сущностей: 500/500. |
| 7  | Вознесеновка        | хутор   | Получено слишком много сущностей из Викиданные. Количество загруженных сущностей: 500/500. |
| 8  | Волобуевка          | село    | Получено слишком много сущностей из Викиданные. Количество загруженных сущностей: 500/500. |
| 9  | Волохов             | хутор   | Получено слишком много сущностей из Викиданные. Количество загруженных сущностей: 500/500. |
| 10 | Ворскла             | село    | Получено слишком много сущностей из Викиданные. Количество загруженных сущностей: 500/500. |
| 11 | Высокое             | село    | Получено слишком много сущностей из Викиданные. Количество загруженных сущностей: 500/500. |
| 12 | Глушинский          | хутор   | Получено слишком много сущностей из Викиданные. Количество загруженных сущностей: 500/500. |
| 13 | Гостищево           | село    | Получено слишком много сущностей из Викиданные. Количество загруженных сущностей: 500/500. |
| 14 | Дмитриевка          | село    | Получено слишком много сущностей из Викиданные. Количество загруженных сущностей: 500/500. |
| 15 | Домнино             | хутор   | Получено слишком много сущностей из Викиданные. Количество загруженных сущностей: 500/500. |
| 16 | Драгунское          | село    | Получено слишком много сущностей из Викиданные. Количество загруженных сущностей: 500/500. |
| 17 | Дружный             | хутор   | Получено слишком много сущностей из Викиданные. Количество загруженных сущностей: 500/500. |
| 18 | Дуброва             | хутор   | Получено слишком много сущностей из Викиданные. Количество загруженных сущностей: 500/500. |
| 19 | Жданов              | хутор   | Получено слишком много сущностей из Викиданные. Количество загруженных сущностей: 500/500. |
| 20 | Журавлиное          | хутор   | Получено слишком много сущностей из Викиданные. Количество загруженных сущностей: 500/500. |
| 21 | Завидовка           | село    | Получено слишком много сущностей из Викиданные. Количество загруженных сущностей: 500/500. |
| 22 | Задельное           | село    | Получено слишком много сущностей из Викиданные. Количество загруженных сущностей: 500/500. |
| 23 | Казацкое            | село    | Получено слишком много сущностей из Викиданные. Количество загруженных сущностей: 500/500. |
| 24 | Калинин             | хутор   | Получено слишком много сущностей из Викиданные. Количество загруженных сущностей: 500/500. |
| 25 | Калинино            | село    | Получено слишком много сущностей из Викиданные. Количество загруженных сущностей: 500/500. |
| 26 | Каменский           | хутор   | Получено слишком много сущностей из Викиданные. Количество загруженных сущностей: 500/500. |
| 27 | Кисленко            | хутор   | Получено слишком много сущностей из Викиданные. Количество загруженных сущностей: 500/500. |
| 28 | Клейменово          | село    | Получено слишком много сущностей из Викиданные. Количество загруженных сущностей: 500/500. |
| 29 | Козычево            | село    | Получено слишком много сущностей из Викиданные. Количество загруженных сущностей: 500/500. |
| 30 | Кондарёво           | хутор   | Получено слишком много сущностей из Викиданные. Количество загруженных сущностей: 500/500. |
| 31 | Крапивенские Дворы  | хутор   | Получено слишком много сущностей из Викиданные. Количество загруженных сущностей: 500/500. |
| 32 | Крапивное           | село    | Получено слишком много сущностей из Викиданные. Количество загруженных сущностей: 500/500. |
| 33 | Красное             | село    | Получено слишком много сущностей из Викиданные. Количество загруженных сущностей: 500/500. |
| 34 | Красное Подгороднее | хутор   | Получено слишком много сущностей из Викиданные. Количество загруженных сущностей: 500/500. |
| 35 | Красный Восток      | хутор   | Получено слишком много сущностей из Викиданные. Количество загруженных сущностей: 500/500. |
| 36 | Красный Отрожек     | село    | Получено слишком много сущностей из Викиданные. Количество загруженных сущностей: 500/500. |
| 37 | Крестов             | хутор   | Получено слишком много сущностей из Викиданные. Количество загруженных сущностей: 500/500. |
| 38 | Кривцово            | село    | Получено слишком много сущностей из Викиданные. Количество загруженных сущностей: 500/500. |
| 39 | Крюково             | село    | Получено слишком много сущностей из Викиданные. Количество загруженных сущностей: 500/500. |
| 40 | Кустовое            | село    | Получено слишком много сущностей из Викиданные. Количество загруженных сущностей: 500/500. |
| 41 | Локня               | село    | Получено слишком много сущностей из Викиданные. Количество загруженных сущностей: 500/500. |
| 42 | Луханино            | село    | Получено слишком много сущностей из Викиданные. Количество загруженных сущностей: 500/500. |
| 43 | Мариновка           | село    | Получено слишком много сущностей из Викиданные. Количество загруженных сущностей: 500/500. |
| 44 | Махнов              | хутор   | Получено слишком много сущностей из Викиданные. Количество загруженных сущностей: 500/500. |
| 45 | Мордовинка          | хутор   | Получено слишком много сущностей из Викиданные. Количество загруженных сущностей: 500/500. |
| 46 | Мощеное             | село    | Получено слишком много сущностей из Викиданные. Количество загруженных сущностей: 500/500. |
| 47 | Неведомый Колодезь  | село    | Получено слишком много сущностей из Викиданные. Количество загруженных сущностей: 500/500. |
| 48 | Непхаево            | село    | Получено слишком много сущностей из Викиданные. Количество загруженных сущностей: 500/500. |
| 49 | Новая Глинка        | село    | Получено слишком много сущностей из Викиданные. Количество загруженных сущностей: 500/500. |
| 50 | Новоалександровка   | хутор   | Получено слишком много сущностей из Викиданные. Количество загруженных сущностей: 500/500. |
| 51 | Новоказацкий        | хутор   | Получено слишком много сущностей из Викиданные. Количество загруженных сущностей: 500/500. |
| 52 | Новооскочное        | село    | Получено слишком много сущностей из Викиданные. Количество загруженных сущностей: 500/500. |
| 53 | Новочеркасский      | хутор   | Получено слишком много сущностей из Викиданные. Количество загруженных сущностей: 500/500. |
| 54 | Новые Лозы          | село    | Получено слишком много сущностей из Викиданные. Количество загруженных сущностей: 500/500. |
| 55 | Озерово             | село    | Получено слишком много сущностей из Викиданные. Количество загруженных сущностей: 500/500. |
| 56 | Ольховка            | село    | Получено слишком много сущностей из Викиданные. Количество загруженных сущностей: 500/500. |
| 57 | Подымовка           | село    | Получено слишком много сущностей из Викиданные. Количество загруженных сущностей: 500/500. |
| 58 | Пушкарное           | село    | Получено слишком много сущностей из Викиданные. Количество загруженных сущностей: 500/500. |
| 59 | Раково              | село    | Получено слишком много сущностей из Викиданные. Количество загруженных сущностей: 500/500. |
| 60 | Редины Дворы        | хутор   | Получено слишком много сущностей из Викиданные. Количество загруженных сущностей: 500/500. |
| 61 | Роговой             | хутор   | Получено слишком много сущностей из Викиданные. Количество загруженных сущностей: 500/500. |
| 62 | Рождественка        | село    | Получено слишком много сущностей из Викиданные. Количество загруженных сущностей: 500/500. |
| 63 | Сабынино            | село    | Получено слишком много сущностей из Викиданные. Количество загруженных сущностей: 500/500. |
| 64 | Сажное              | посёлок | Получено слишком много сущностей из Викиданные. Количество загруженных сущностей: 500/500. |
| 65 | Сажное              | село    | Получено слишком много сущностей из Викиданные. Количество загруженных сущностей: 500/500. |
| 66 | Семин               | хутор   | Получено слишком много сущностей из Викиданные. Количество загруженных сущностей: 500/500. |
| 67 | Серетино            | село    | Получено слишком много сущностей из Викиданные. Количество загруженных сущностей: 500/500. |
| 68 | Смородино           | село    | Получено слишком много сущностей из Викиданные. Количество загруженных сущностей: 500/500. |
| 69 | Старая Глинка       | село    | Получено слишком много сущностей из Викиданные. Количество загруженных сущностей: 500/500. |
| 70 | Стрелецкое          | село    | Получено слишком много сущностей из Викиданные. Количество загруженных сущностей: 500/500. |
| 71 | Стрельников         | хутор   | Получено слишком много сущностей из Викиданные. Количество загруженных сущностей: 500/500. |
| 72 | Строитель           | город   | Получено слишком много сущностей из Викиданные. Количество загруженных сущностей: 500/500. |
| 73 | Сырцево             | хутор   | Получено слишком много сущностей из Викиданные. Количество загруженных сущностей: 500/500. |
| 74 | Терновка            | село    | Получено слишком много сущностей из Викиданные. Количество загруженных сущностей: 500/500. |
| 75 | Томаровка           | пгт     | Получено слишком много сущностей из Викиданные. Количество загруженных сущностей: 500/500. |
| 76 | Трубецкой           | хутор   | Получено слишком много сущностей из Викиданные. Количество загруженных сущностей: 500/500. |
| 77 | Триречное           | село    | Получено слишком много сущностей из Викиданные. Количество загруженных сущностей: 500/500. |
| 78 | Фастов              | хутор   | Получено слишком много сущностей из Викиданные. Количество загруженных сущностей: 500/500. |
| 79 | Федоренков          | хутор   | Получено слишком много сущностей из Викиданные. Количество загруженных сущностей: 500/500. |
| 80 | Цыхманов            | хутор   | Получено слишком много сущностей из Викиданные. Количество загруженных сущностей: 500/500. |
| 81 | Черкасское          | село    | Получено слишком много сущностей из Викиданные. Количество загруженных сущностей: 500/500. |
| 82 | Чурсино             | село    | Получено слишком много сущностей из Викиданные. Количество загруженных сущностей: 500/500. |
| 83 | Шепелевка           | хутор   | Получено слишком много сущностей из Викиданные. Количество загруженных сущностей: 500/500. |
| 84 | Шопино              | село    | Получено слишком много сущностей из Викиданные. Количество загруженных сущностей: 500/500. |
| 85 | Яковлево            | пгт     | Получено слишком много сущностей из Викиданные. Количество загруженных сущностей: 500/500. |
| 86 | Ямное               | село    | Получено слишком много сущностей из Викиданные. Количество загруженных сущностей: 500/500. |